# Liste des transferts NBA saison 2012-2013
Cette page présente la liste des transferts et mouvements de personnels de la NBA durant la saison 2012-2013.

## Retraites

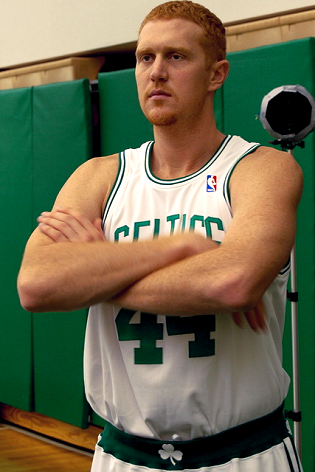
Brian Scalabrine avec les Celtics de Boston

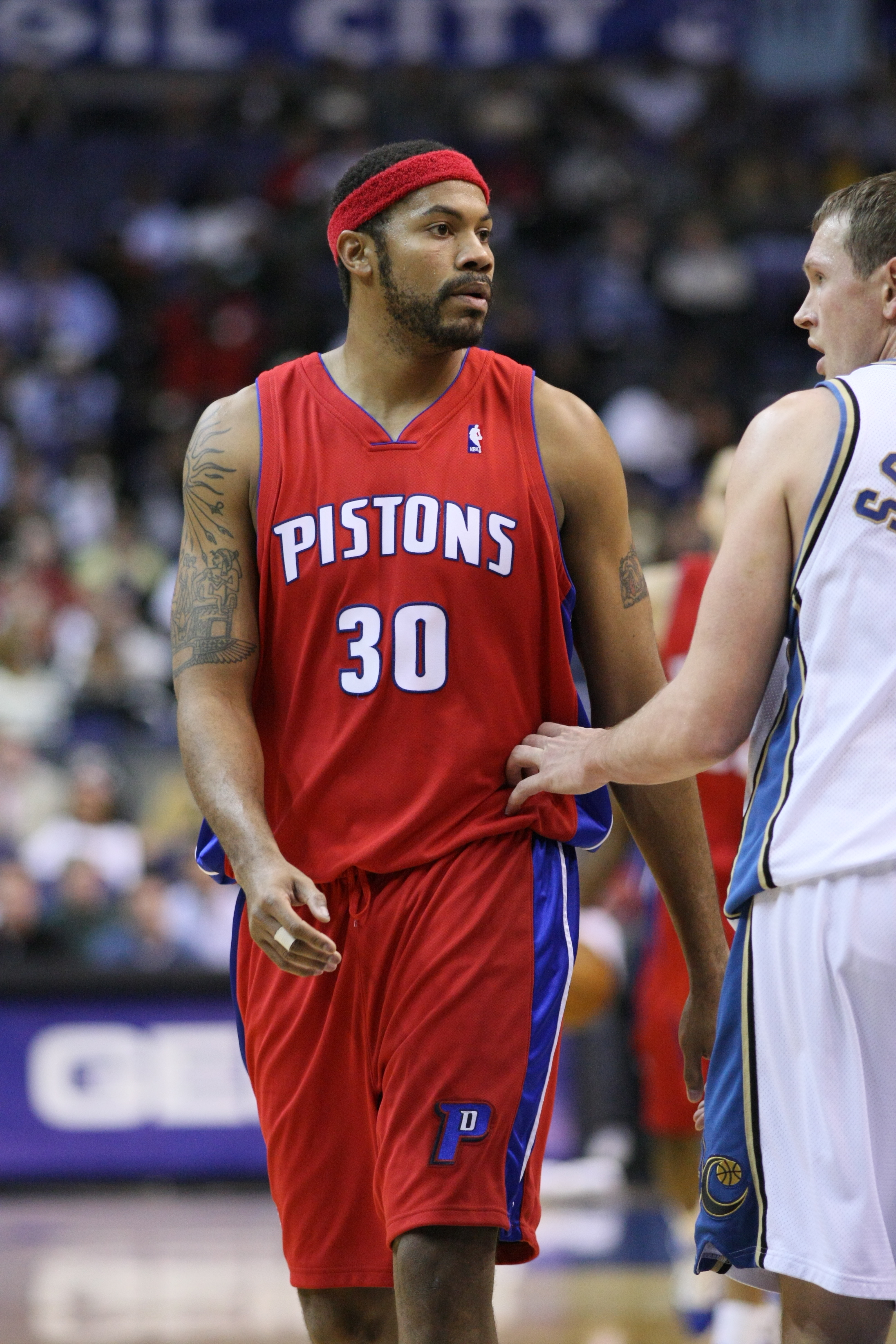
Rasheed Wallace avec les Pistons de Détroit

| Date         | Nom              | Équipes | Âge | Palmarès                                                                                          | Ref.   |
| ------------ | ---------------- | --- | --- | ------------------------------------------------------------------------------------------------- | ------ |
| 27 juin      | Anthony Parker   | 76ers de Philadelphie (1997–1999) Magic d'Orlando (1999–2000) Raptors de Toronto (2006–2009) Cavaliers de Cleveland (2009–2012)                                                                                              | 37  |                                                                                                   | [ 1 ]  |
| 21 août      | Eduardo Nájera   | Mavericks de Dallas (2000–2004) Warriors de Golden State (2004–2005) Nuggets de Denver (2005–2008) Nets du New Jersey (2008–2010) Mavericks de Dallas (2010) Charlotte Bobcats (2010–2012)                                   | 36  |                                                                                                   | [ 2 ]  |
| 28 août      | Ime Udoka        | Lakers de Los Angeles (2004) New York Knicks (2006) Portland Trail Blazers (2006–2007) Spurs de San Antonio (2007–2009, 2010–2011) Kings de Sacramento (2009–2010)                                                           | 35  |                                                                                                   | [ 3 ]  |
| 20 août      | Laron Profit     | Washington Wizards (1999–2001, 2004–2005) Lakers de Los Angeles (2005) | 35  |                                                                                                   | [ 4 ]  |
| 6 septembre  | Brian Scalabrine | Nets du New Jersey (2001–2005) Boston Celtics (2005–2010) Chicago Bulls (2010–2012) | 34  | 1x Champion NBA (2008)                                                                            | [ 5 ]  |
| 11 septembre | Brad Miller      | Charlotte Hornets (1998–2000) Chicago Bulls (2000–2002; 2009–2010) Indiana Pacers (2002–2003) Kings de Sacramento (2003–2009) Houston Rockets (2010–2011) Minnesota Timberwolves (2011–2012)                                 | 36  | 2× NBA All-Star (2003, 2004)                                                                      | [ 6 ]  |
| 20 septembre | Keyon Dooling    | Los Angeles Clippers (2000–2004) Heat de Miami (2004–2005) Magic d'Orlando (2005–2008) Nets du New Jersey (2008–2010) Milwaukee Bucks (2010–2011) Boston Celtics (2011–2012)                                                 | 32  |                                                                                                   | [ 7 ]  |
| 8 novembre   | Mehmet Okur      | Detroit Pistons (2002–2004) Utah Jazz (2004–2011) Nets du New Jersey (2011–2012) | 33  | 1x Champion NBA (2004) 1x NBA All-Star (2007)                                                     | [ 8 ]  |
| 25 janvier   | Brian Cardinal   | Detroit Pistons (2000–2002) Washington Wizards (2002) Warriors de Golden State (2003–2004) Memphis Grizzlies (2004–2008) Minnesota Timberwolves (2008–2010) Mavericks de Dallas (2010–2012)                                  | 36  | 1x Champion NBA (2011)                                                                            | [ 9 ]  |
| 20 février   | Luke Jackson     | Cavaliers de Cleveland (2004–2006) Los Angeles Clippers (2006–2007) Raptors de Toronto (2007) Heat de Miami (2008) | 31  |                                                                                                   |        |
| 11 mars      | Tony Battie      | Nuggets de Denver (1997–1998) Boston Celtics (1998–2003) Cavaliers de Cleveland (2003–2004) Magic d'Orlando (2004–2008) Nets du New Jersey (2009–2010) 76ers de Philadelphie (2010–2012)                                     | 37  |                                                                                                   | [ 10 ] |
| 20 mars      | Jerry Stackhouse | 76ers de Philadelphie (1995–1998) Detroit Pistons (1998–2002) Washington Wizards (2002–2004) Mavericks de Dallas (2004–2009) Milwaukee Bucks (2010) Heat de Miami (2010) Atlanta Hawks (2011–2012) Brooklyn Nets (2012–2013) | 38  | 2× NBA All-Star (2000, 2001) NBA All-Rookie First Team (1996)                                     | [ 11 ] |
| 17 avril     | Rasheed Wallace  | Washington Bullets (1995–1996) Portland Trail Blazers (1996–2004) Atlanta Hawks (2004) Detroit Pistons (2004–2009) Boston Celtics (2009–2010) New York Knicks (2012–2013)                                                    | 38  | 1x Champion NBA (2004) 4× NBA All-Star (2000, 2001, 2006, 2008) NBA All-Rookie Second Team (1996) | [ 12 ] |

## Encadrement

### Entraîneurs

#### Avant la saison
| Date       | Équipe                    | Ancien entraîneur | Raison du départ | Nouvel entraîneur | Dernier poste occupé                                  | Ref. |
| ---------- | ------------------------- | ----------------- | ---------------- | ----------------- | ----------------------------------------------------- | ---- |
| 20 juin    | Bobcats de Charlotte      | Paul Silas        | Limogé           | Mike Dunlap       | St. John's entraîneur assistant (2010–2012)           | ,    |
| 28 juillet | Magic d'Orlando           | Stan Van Gundy    | Limogé           | Jacque Vaughn     | Spurs de San Antonio entraîneur assistant (2010–2012) |      |
| 7 août     | Trail Blazers de Portland | Kaleb Canales     | remplacé         | Terry Stotts      | Mavericks de Dallas entraîneur assistant (2008–2012)  |      |

#### Pendant la saison
| Date        | Équipe                | Ancien entraîneur  | Raison du départ | Nouvel entraîneur  | Dernier poste occupé                                             | Ref.   |
| ----------- | --------------------- | ------------------ | ---------------- | ------------------ | ---------------------------------------------------------------- | ------ |
| 9 novembre  | Lakers de Los Angeles | Mike Brown         | Limogé           | Bernie Bickerstaff | Lakers de Los Angeles entraîneur assistant (2012)                | [ 15 ] |
| 12 novembre | Lakers de Los Angeles | Bernie Bickerstaff | Remplacé         | Mike D'Antoni      | New York Knicks entraîneur (2008–2012)                           | [ 16 ] |
| 27 décembre | Nets de Brooklyn      | Avery Johnson      | Limogé           | P. J. Carlesimo    | Brooklyn Nets entraîneur assistant (2011–2012)                   | [ 17 ] |
| 8 janvier   | Bucks de Milwaukee    | Scott Skiles       | Démission        | Jim Boylan         | Milwaukee Bucks entraîneur assistant (2008–2013)                 | [ 18 ] |
| 18 janvier  | Suns de Phoenix       | Alvin Gentry       | Démission        | Lindsey Hunter     | Phoenix Suns entraîneur du développement des joueurs (2012–2013) | ,      |

### Général Manager

#### Avant la saison
| Date    | Équipe                    | Ancien manager général | Raison du départ                      | Nouveau manager général | Dernier poste occupé                                          | Ref. |
| ------- | ------------------------- | ---------------------- | ------------------------------------- | ----------------------- | ------------------------------------------------------------- | ---- |
| 4 juin  | Trail Blazers de Portland | Chad Buchanan          | Interimaire                           | Neil Olshey             | Clippers de Los Angeles manager général (2010–2012)           |      |
| 20 juin | Magic d'Orlando           | Otis Smith             | Limogé                                | Rob Hennigan            | Thunder d'Oklahoma City manager général assistant (2008–2012) |      |
| 25 juin | Hawks d'Atlanta           | Rick Sund              | fin de contrat                        | Danny Ferry             | Cavaliers de Cleveland manager général (2005–2010)            |      |
| 27 juin | Indiana Pacers            | David Morway           | démission                             | Kevin Pritchard         | Trail Blazers de Portland manager général (2007–2010)         |      |
| 7 août  | Jazz de l'Utah            | Kevin O’Connor         | retourne aux opérations du basketball | Dennis Lindsey          | Spurs de San Antonio manager général assistant(2007–2012)     |      |

### Président des opérations du basket
| Date    | Équipe         | Ancien président | Raison du départ | Nouveau président | Dernier poste occupé                                  | Ref. |
| ------- | -------------- | ---------------- | ---------------- | ----------------- | ----------------------------------------------------- | ---- |
| 27 juin | Indiana Pacers | Larry Bird       | démission        | Donnie Walsh      | Knicks de New York Président des opérations du basket | .    |

## Joueurs

### Transferts
- Chris Kaman quitte les Hornets de la Nouvelle-Orléans et rejoint les Mavericks de Dallas .
- Elton Brand quitte les Sixers de Philadelphie et rejoint les Mavericks de Dallas.
- Louis Williams quitte les Sixers de Philadelphie pour les Hawks d'Atlanta.
- OJ Mayo quitte les Grizzlies de Memphis et rejoint les Mavericks de Dallas .
- Nick Young quitte les Clippers de Los Angeles pour les Sixers de Philadelphie.
- Jason Kapono quitte les Lakers de Los Angeles pour les Cavaliers de Cleveland.
- Grant Hill quitte les Suns de Phoenix et rejoint les Clippers de Los Angeles à 40 ans.
- Antawn Jamison quitte les Cavaliers de Cleveland et rejoint les Lakers de Los Angeles.
- Nazr Mohammed quitte le Thunder d'Oklahoma City pour les Bulls de Chicago.
- C. J. Watson quitte les Chicago Bulls et rejoint les Brooklyn Nets.
- Lamar Odom quitte les Mavericks de Dallas et rejoint les Clippers de Los Angeles.
- Hasheem Thabeet quitte les Portland Trail Blazers et arrive au Thunder d'Oklahoma City.
- Reggie Evans quitte les Los Angeles Clippers pour les Brooklyn Nets.
- Maurice Williams quitte les Los Angeles Clippers pour le Jazz de l'Utah.
- Jamal Crawford quitte les Portland Trail Blazers pour les Clippers de Los Angeles.
- Landry Fields quitte les New York Knicks pour les Raptors de Toronto.
- Jerryd Bayless quitte les Raptors de Toronto pour les Memphis Grizzlies.

### Échanges
| Juin                       | Juin | Juin | Juin   |
| -------------------------- | --- | --- | ------ |
| 20 juin                    | Vers Washington Wizards - Trevor Ariza - Emeka Okafor | Vers New Orleans Hornets - Rashard Lewis - Droits sur Darius Miller | [ 22 ] |
| 26 juin                    | Vers Minnesota Timberwolves - Chase Budinger - Droits sur Lior Eliyahu | Vers Houston Rockets - Droits sur Terrence Jones | [ 23 ] |
| 26 juin                    | Vers Charlotte Bobcats - Ben Gordon - Futur premier tour de draft | Vers Detroit Pistons - Corey Maggette | [ 24 ] |
| 27 juin                    | Vers Houston Rockets - Jon Brockman - Jon Leuer - Shaun Livingston - Droits sur Jeremy Lamb                                                                                              | Vers Milwaukee Bucks - Samuel Dalembert - Droits sur John Henson - Futur second tour de draft - Compensation financière | [ 25 ] |
| 28 juin (jour de la draft) | Vers Mavericks de Dallas - Droits sur Jared Cunningham - Droits sur Bernard James - Droits sur Jae Crowder                                                                               | Vers Cavaliers de Cleveland - Droits sur Tyler Zeller - Kelenna Azubuike | [ 26 ] |
| 28 juin (jour de la draft) | Vers Heat de Miami - Droits sur Justin Hamilton - Futur premier tour de draft | Vers 76ers de Philadelphie - Droits sur Arnett Moultrie | [ 27 ] |
| 28 juin (jour de la draft) | Vers Kings de Sacramento - Compensation financière | Vers Indiana Pacers - Droits sur Orlando Johnson | [ 28 ] |
| 28 juin (jour de la draft) | Vers Portland Trail Blazers - Compensation financière | Vers Brooklyn Nets - Droits sur Tyshawn Taylor | [ 29 ] |
| 28 juin (jour de la draft) | Vers 76ers de Philadelphie - Compensation financière | Vers Brooklyn Nets - Droits sur Tornike Shengelia | [ 30 ] |
| 28 juin (jour de la draft) | Vers Mavericks de Dallas - Compensation financière | Vers Lakers de Los Angeles - Droits sur Darius Johnson-Odom | [ 31 ] |
| 29 juin                    | Échange à quatre équipes | Échange à quatre équipes | [ 32 ] |
| 29 juin                    | Vers Houston Rockets - Droits sur Furkan Aldemir (de L.A. Clippers) | Vers Utah Jazz - Mo Williams (de L.A. Clippers) - Droits sur Shan Foster (de Dallas) | [ 32 ] |
| 29 juin                    | Vers Mavericks de Dallas - Droits sur Tadija Dragićević (d'Utah) - Compensation financière (de Houston)                                                                                  | Vers Los Angeles Clippers - Lamar Odom (de Dallas) | [ 32 ] |
| Juillet                    | | |        |
| 11 juillet                 | Vers Lakers de Los Angeles - Steve Nash | Vers Phoenix Suns - Premier tour de draft 2013 - Second tour de draft 2013 - Second tour de draft 2014 - Premier tour de draft 2015 protégé - Compensation financière | [ 33 ] |
| 11 juillet                 | Vers New Orleans Hornets - Ryan Anderson | Vers Magic d'Orlando - Gustavo Ayón | [ 34 ] |
| 11 juillet                 | Vers New York Knicks - Marcus Camby | Vers Houston Rockets - Toney Douglas - Josh Harrellson - Jerome Jordan - Second tour de draft 2014 - Second tour de draft 2015 - Compensation financière | [ 35 ] |
| 11 juillet                 | Vers Raptors de Toronto - Kyle Lowry | Vers Houston Rockets - Gary Forbes - Futur premier tour de draft | [ 35 ] |
| 11 juillet                 | Vers Brooklyn Nets - Joe Johnson | Vers Atlanta Hawks - DeShawn Stevenson - Johan Petro - Jordan Farmar - Anthony Morrow - Jordan Williams - Premier tour de draft 2013 - Second tour de draft 2017 | [ 36 ] |
| 11 juillet                 | Vers Brooklyn Nets - Reggie Evans | Vers Los Angeles Clippers - Second tour de draft 2016 | [ 37 ] |
| 11 juillet                 | Vers Atlanta Hawks - Devin Harris | Vers Utah Jazz - Marvin Williams | [ 38 ] |
| 11 juillet                 | Échange à trois équipes | Échange à trois équipes | [ 39 ] |
| 11 juillet                 | Vers New Orleans Hornets - Droits sur Edin Bavčić (de Philadelphie) | Vers Warriors de Golden State - Jarrett Jack (de New Orleans) | [ 39 ] |
| 11 juillet                 | Vers 76ers de Philadelphie - Darryl Watkins (de New Orleans) - Dorell Wright (de Golden State)                                                                                           | | [ 39 ] |
| 12 juillet                 | Vers Mavericks de Dallas - Dahntay Jones - Darren Collison | Vers Indiana Pacers - Ian Mahinmi | [ 40 ] |
| 13 juillet                 | Vers New Orleans Hornets - Brad Miller - Second tour de draft 2013 - Second tour de draft 2016 - Compensation financière                                                                 | Vers Minnesota Timberwolves - Second tour de draft conditionnel | [ 41 ] |
| 16 juillet                 | Vers Kings de Sacramento - James Johnson | Vers Raptors de Toronto - Second tour de draft 2014 | [ 42 ] |
| 16 juillet                 | Vers Portland Trail Blazers - Jared Jeffries - Dan Gadzuric - Droits sur Kostas Papanikolaou - Droits sur Georgios Printezis - Futur second tour de draft protégé                        | Vers New York Knicks - Raymond Felton - Kurt Thomas | [ 43 ] |
| 16 juillet                 | Vers Atlanta Hawks - Kyle Korver | Vers Chicago Bulls - Compensation financière | [ 44 ] |
| 20 juillet                 | Échange à trois équipes | Échange à trois équipes | ,      |
| 20 juillet                 | Vers Houston Rockets - JaJuan Johnson (de Boston) - E'Twaun Moore (de Boston) - Sean Williams (de Boston) - Second tour de draft 2013 (de Boston) - Driots sur Jon Diebler (de Portland) | Vers Boston Celtics - Courtney Lee (de Houston) | ,      |
| 20 juillet                 | Vers Portland Trail Blazers - Sasha Pavlović (de Boston) - Deux second tour de draft 2013 (de Boston) - Compensation financière (de Boston)                                              | | ,      |
| 24 juillet                 | Vers Memphis Grizzlies - Wayne Ellington | Vers Minnesota Timberwolves - Dante Cunningham | [ 47 ] |
| 25 juillet                 | Vers Cavaliers de Cleveland - Jeremy Pargo - Second tour de draft 2014 - Compensation financière                                                                                         | Vers Memphis Grizzlies - D. J. Kennedy | [ 48 ] |
| 27 juillet                 | Échange à trois équipes | Échange à trois équipes |        |
| 27 juillet                 | Vers New Orleans Hornets - Robin Lopez (de Phoenix) - Hakim Warrick (de Phoenix) - Compensation financière (de Phoenix)                                                                  | Vers Phoenix Suns - Jerome Dyson (de New Orleans) - Brad Miller (de New Orleans) - Wesley Johnson (de Minnesota) - Futur premier tour de draft (de Minnesota) |        |
| 27 juillet                 | Vers Minnesota Timberwolves - Second tour de draft 2013 (de New Orleans) - Second tour de draft 2014 (de Phoenix) - Second tour de draft 2016 (de New Orleans)                           | |        |
| 30 juillet                 | Vers Los Angeles Clippers - Willie Green | Vers Atlanta Hawks - Droits sur Sofoklis Schortsanitis | [ 49 ] |
| Août                       | | |        |
| 10 août                    | Échange à quatre équipes | Échange à quatre équipes | [ 50 ] |
| 10 août                    | Vers Lakers de Los Angeles - Dwight Howard (d'Orlando) - Earl Clark (d'Orlando) - Chris Duhon (d'Orlando)                                                                                | Vers Nuggets de Denver - Andre Iguodala (de Philadelphie) | [ 50 ] |
| 10 août                    | Vers 76ers de Philadelphie - Andrew Bynum (de L.A. Lakers) - Jason Richardson (d'Orlando)                                                                                                | Vers Magic d'Orlando - Arron Afflalo (de Denver) - Al Harrington (de Denver) - Nikola Vučević (de Philadelphie) - Maurice Harkless (de Philadelphie) - Josh McRoberts (de L.A. Lakers) - Christian Eyenga (de L.A. Lakers) - Second tour de draft 2013 (de Denver) - Premier tour de draft 2014 (de Denver) - Premier tour conditionnel de draft 2014 (de Philadelphie) - Second tour de draft 2015 protégé (de L.A. Lakers) - Premier tour de draft 2017 protégé (de L.A. Lakers) | [ 50 ] |
| Octobre                    | | |        |
| 27 octobre                 | Vers Houston Rockets - James Harden - Cole Aldrich - Daequan Cook - Lazar Hayward | Vers Oklahoma City Thunder - Kevin Martin - Jeremy Lamb - Premier tour de draft 2013 protégé Top 3 (de Toronto) - Premier tour de draft 2013 protégé Top 20 (de Dallas) - Second tour de draft 2013 (de Charlotte) | [ 51 ] |
| Novembre                   | | |        |
| 13 novembre                | Vers New Orleans Hornets - Matt Carroll | Vers Charlotte Bobcats - Hakim Warrick | ,      |
| Janvier                    | | |        |
| 22 janvier                 | Vers Cavaliers de Cleveland - Marreese Speights - Josh Selby - Wayne Ellington - Futur premier tour de draft                                                                             | Vers Memphis Grizzlies - Jon Leuer | [ 54 ] |
| 30 janvier                 | Échange à trois équipes | Échange à trois équipes | [ 55 ] |
| 30 janvier                 | Vers Detroit Pistons - José Calderón (de Toronto via Memphis) | Vers Memphis Grizzlies - Ed Davis (de Toronto) - Austin Daye (de Détroit) - Tayshaun Prince (de Détroit) - Second tour de draft 2013 (de Toronto) | [ 55 ] |
| 30 janvier                 | Vers Raptors de Toronto - Rudy Gay (de Memphis) - Hamed Haddadi (de Memphis) | | [ 55 ] |
| Février                    | | |        |
| 20 février                 | Vers Houston Rockets - Francisco García - Tyler Honeycutt - Thomas Robinson | Vers Kings de Sacramento - Patrick Patterson - Cole Aldrich - Toney Douglas - Compensation financière | [ 56 ] |
| 21 février                 | Vers Houston Rockets - Second tour de draft 2013 | Vers Phoenix Suns - Marcus Morris | [ 57 ] |
| 21 février                 | Vers Heat de Miami - Droits sur Ricky Sánchez | Vers Memphis Grizzlies - Dexter Pittman - Second tour de draft 2013 | [ 58 ] |
| 21 février                 | Vers Phoenix Suns - Hamed Haddadi - Second tour de draft 2014 protégé | Vers Raptors de Toronto - Sebastian Telfair | [ 59 ] |
| 21 février                 | Vers Milwaukee Bucks - J. J. Redick - Gustavo Ayón - Ish Smith | Vers Magic d'Orlando - Doron Lamb - Beno Udrih - Tobias Harris | [ 60 ] |
| 21 février                 | Vers Oklahoma City Thunder - Droits sur Georgios Printezis | Vers Portland Trail Blazers - Eric Maynor | [ 61 ] |
| 21 février                 | Vers Oklahoma City Thunder - Ronnie Brewer | Vers New York Knicks - Second tour de draft 2014 protégé - Compensation financière | [ 61 ] |
| 21 février                 | Vers Boston Celtics - Jordan Crawford | Vers Washington Wizards - Jason Collins - Leandro Barbosa | [ 62 ] |
| 21 février                 | Vers Charlotte Bobcats - Josh McRoberts | Vers Magic d'Orlando - Hakim Warrick | [ 63 ] |
| 21 février                 | Vers Atlanta Hawks - Dahntay Jones | Vers Mavericks de Dallas - Anthony Morrow | [ 64 ] |
| 21 février                 | Vers Atlanta Hawks - Jeremy Tyler | Vers Warriors de Golden State - Compensation financière - Futurs tours de draft | [ 64 ] |
| 21 février                 | Vers 76ers de Philadelphie - Charles Jenkins | Vers Warriors de Golden State - Futurs tours de draft | [ 65 ] |

### Agents libres
À partir du 1er juillet 2012, les franchises et les agents libres (Free Agent en anglais) pourront signer des contrats.
| Joueur                  | Date signature | Nouvelle équipe                                                                | Ancienne équipe                                                                | Réf.    |
| ----------------------- | -------------- | ------------------------------------------------------------------------------ | ------------------------------------------------------------------------------ | ------- |
| Lavoy Allen (RFA)       | 11 juillet     | 76ers de Philadelphie                                                          | 76ers de Philadelphie                                                          | [ 67 ]  |
| Ray Allen               | 11 juillet     | Heat de Miami                                                                  | Boston Celtics                                                                 | [ 67 ]  |
| Ryan Anderson (RFA)     | 11 juillet     | New Orleans Hornets                                                            | Magic d'Orlando                                                                | [ 67 ]  |
| Marcus Camby            | 11 juillet     | New York Knicks                                                                | Houston Rockets                                                                | [ 67 ]  |
| Jamal Crawford          | 11 juillet     | Los Angeles Clippers                                                           | Portland Trail Blazers                                                         | [ 68 ]  |
| Tim Duncan              | 11 juillet     | Spurs de San Antonio                                                           | Spurs de San Antonio                                                           | [ 69 ]  |
| Jeremy Evans (RFA)      | 11 juillet     | Utah Jazz                                                                      | Utah Jazz                                                                      | [ 70 ]  |
| Reggie Evans            | 11 juillet     | Brooklyn Nets                                                                  | Los Angeles Clippers                                                           | [ 37 ]  |
| Danny Green (RFA)       | 11 juillet     | Spurs de San Antonio                                                           | Spurs de San Antonio                                                           | [ 71 ]  |
| Luke Harangody (RFA)    | 11 juillet     | Cavaliers de Cleveland                                                         | Cavaliers de Cleveland                                                         | [ 72 ]  |
| Rashard Lewis           | 11 juillet     | Heat de Miami                                                                  | Washington Wizards                                                             | [ 67 ]  |
| Brook Lopez (RFA)       | 11 juillet     | Brooklyn Nets                                                                  | Brooklyn Nets                                                                  | [ 73 ]  |
| Andre Miller            | 11 juillet     | Nuggets de Denver                                                              | Nuggets de Denver                                                              | [ 74 ]  |
| Steve Nash              | 11 juillet     | Lakers de Los Angeles                                                          | Phoenix Suns                                                                   | [ 75 ]  |
| J. R. Smith             | 11 juillet     | New York Knicks                                                                | New York Knicks                                                                | [ 76 ]  |
| DeShawn Stevenson       | 11 juillet     | Atlanta Hawks                                                                  | Brooklyn Nets                                                                  | [ 77 ]  |
| Mirza Teletović         | 11 juillet     | Brooklyn Nets                                                                  | Caja Laboral (Espagne)                                                         | [ 78 ]  |
| Hasheem Thabeet         | 11 juillet     | Oklahoma City Thunder                                                          | Portland Trail Blazers                                                         | [ 79 ]  |
| Hollis Thompson         | 11 juillet     | Oklahoma City Thunder                                                          | Georgetown (non drafté en 2012)                                                | [ 80 ]  |
| Jason Thompson (RFA)    | 11 juillet     | Kings de Sacramento                                                            | Kings de Sacramento                                                            | [ 67 ]  |
| Gerald Wallace          | 11 juillet     | Brooklyn Nets                                                                  | Brooklyn Nets                                                                  | [ 81 ]  |
| James White             | 11 juillet     | New York Knicks                                                                | Scavolini Pesaro (Italie)                                                      | [ 82 ]  |
| Deron Williams          | 11 juillet     | Brooklyn Nets                                                                  | Brooklyn Nets                                                                  | [ 67 ]  |
| Boris Diaw              | 12 juillet     | Spurs de San Antonio                                                           | Spurs de San Antonio                                                           | [ 83 ]  |
| Ersan İlyasova          | 12 juillet     | Milwaukee Bucks                                                                | Milwaukee Bucks                                                                | [ 84 ]  |
| Jason Kidd              | 12 juillet     | New York Knicks                                                                | Mavericks de Dallas                                                            | [ 85 ]  |
| Cartier Martin          | 12 juillet     | Washington Wizards                                                             | Washington Wizards                                                             | [ 86 ]  |
| Ian Mahinmi             | 12 juillet     | Indiana Pacers                                                                 | Mavericks de Dallas                                                            | [ 40 ]  |
| Steve Novak             | 12 juillet     | New York Knicks                                                                | New York Knicks                                                                | [ 87 ]  |
| Louis Williams          | 12 juillet     | Atlanta Hawks                                                                  | 76ers de Philadelphie                                                          | [ 88 ]  |
| Nick Young              | 12 juillet     | 76ers de Philadelphie                                                          | Los Angeles Clippers                                                           | [ 89 ]  |
| Darrell Arthur (RFA)    | 13 juillet     | Memphis Grizzlies                                                              | Memphis Grizzlies                                                              | [ 90 ]  |
| D. J. Augustin          | 13 juillet     | Indiana Pacers                                                                 | Charlotte Bobcats                                                              | [ 91 ]  |
| Jerryd Bayless (RFA)    | 13 juillet     | Memphis Grizzlies                                                              | Raptors de Toronto                                                             | [ 92 ]  |
| Chauncey Billups        | 13 juillet     | Los Angeles Clippers                                                           | Los Angeles Clippers                                                           | [ 93 ]  |
| Elton Brand             | 13 juillet     | Mavericks de Dallas                                                            | 76ers de Philadelphie (libéré le 11 juillet)                                   | [ 94 ]  |
| Gerald Green            | 13 juillet     | Indiana Pacers                                                                 | Brooklyn Nets                                                                  | [ 95 ]  |
| Spencer Hawes           | 13 juillet     | 76ers de Philadelphie                                                          | 76ers de Philadelphie                                                          | [ 96 ]  |
| Roy Hibbert (RFA)       | 13 juillet     | Indiana Pacers                                                                 | Indiana Pacers                                                                 | [ 97 ]  |
| J. J. Hickson           | 13 juillet     | Portland Trail Blazers                                                         | Portland Trail Blazers                                                         | [ 98 ]  |
| George Hill (RFA)       | 13 juillet     | Indiana Pacers                                                                 | Indiana Pacers                                                                 | [ 97 ]  |
| Chris Kaman             | 13 juillet     | Mavericks de Dallas                                                            | New Orleans Hornets                                                            | [ 99 ]  |
| Patrick Mills (RFA)     | 13 juillet     | Spurs de San Antonio                                                           | Spurs de San Antonio                                                           | [ 100 ] |
| Ramon Sessions          | 13 juillet     | Charlotte Bobcats                                                              | Lakers de Los Angeles                                                          | [ 101 ] |
| Marreese Speights (RFA) | 13 juillet     | Memphis Grizzlies                                                              | Memphis Grizzlies                                                              | [ 90 ]  |
| Brandon Bass            | 14 juillet     | Boston Celtics                                                                 | Boston Celtics                                                                 | [ 102 ] |
| Kevin Garnett           | 14 juillet     | Boston Celtics                                                                 | Boston Celtics                                                                 | [ 103 ] |
| Eric Gordon (RFA)       | 14 juillet     | New Orleans Hornets                                                            | New Orleans Hornets                                                            | [ 104 ] |
| Brendan Haywood         | 14 juillet     | Charlotte Bobcats                                                              | Mavericks de Dallas (libéré le 12 juillet)                                     | [ 105 ] |
| Vyacheslav Kravtsov     | 14 juillet     | Detroit Pistons                                                                | Donetsk (Ukraine)                                                              | [ 106 ] |
| Chris Wilcox            | 14 juillet     | Boston Celtics                                                                 | Boston Celtics                                                                 | [ 107 ] |
| Landry Fields (RFA)     | 15 juillet     | Raptors de Toronto                                                             | New York Knicks                                                                | [ 108 ] |
| Luis Scola              | 15 juillet     | Phoenix Suns                                                                   | Houston Rockets (libéré le 13 juillet)                                         | [ 109 ] |
| Raymond Felton          | 16 juillet     | New York Knicks                                                                | Portland Trail Blazers                                                         | [ 43 ]  |
| Chris Copeland          | 16 juillet     | New York Knicks                                                                | Okapi Aalstar (Belgique)                                                       | [ 110 ] |
| Jared Jeffries          | 16 juillet     | Portland Trail Blazers                                                         | New York Knicks                                                                | [ 43 ]  |
| Jameer Nelson           | 16 juillet     | Magic d'Orlando                                                                | Magic d'Orlando                                                                | [ 111 ] |
| Jerry Stackhouse        | 16 juillet     | Brooklyn Nets                                                                  | Atlanta Hawks                                                                  | [ 112 ] |
| Aaron Brooks            | 16 juillet     | Kings de Sacramento                                                            | Guangdong Southern Tigers (Chine)                                              | [ 113 ] |
| Kris Humphries          | 17 juillet     | Brooklyn Nets                                                                  | Brooklyn Nets                                                                  | [ 114 ] |
| Jeremy Lin (RFA)        | 17 juillet     | Houston Rockets                                                                | New York Knicks                                                                | [ 115 ] |
| Nicolas Batum (RFA)     | 18 juillet     | Portland Trail Blazers                                                         | Portland Trail Blazers                                                         | [ 116 ] |
| Grant Hill              | 18 juillet     | Los Angeles Clippers                                                           | Phoenix Suns                                                                   | [ 117 ] |
| JaVale McGee (RFA)      | 18 juillet     | Nuggets de Denver                                                              | Nuggets de Denver                                                              | [ 118 ] |
| Ronnie Price            | 18 juillet     | Portland Trail Blazers                                                         | Phoenix Suns                                                                   | [ 119 ] |
| Jason Terry             | 18 juillet     | Boston Celtics                                                                 | Mavericks de Dallas                                                            | [ 120 ] |
| Goran Dragić            | 19 juillet     | Phoenix Suns                                                                   | Houston Rockets                                                                | [ 121 ] |
| O. J. Mayo              | 19 juillet     | Mavericks de Dallas                                                            | Memphis Grizzlies                                                              | [ 122 ] |
| Vladimir Radmanović     | 19 juillet     | Chicago Bulls                                                                  | Atlanta Hawks                                                                  | [ 123 ] |
| Keith Bogans            | 19 juillet     | Brooklyn Nets                                                                  | Brooklyn Nets                                                                  | [ 124 ] |
| Michael Beasley         | 20 juillet     | Phoenix Suns                                                                   | Minnesota Timberwolves                                                         | [ 125 ] |
| Kwame Brown             | 20 juillet     | 76ers de Philadelphie                                                          | Milwaukee Bucks                                                                | [ 126 ] |
| Courtney Lee            | 20 juillet     | Boston Celtics                                                                 | Houston Rockets                                                                | [ 45 ]  |
| Jon Leuer               | 20 juillet     | Cavaliers de Cleveland                                                         | Houston Rockets (libéré le 18 juillet)                                         | [ 127 ] |
| Sasha Pavlović          | 20 juillet     | Portland Trail Blazers                                                         | Boston Celtics                                                                 | [ 45 ]  |
| Anthony Randolph        | 20 juillet     | Nuggets de Denver                                                              | Minnesota Timberwolves                                                         | [ 128 ] |
| Kirk Hinrich            | 23 juillet     | Chicago Bulls                                                                  | Atlanta Hawks                                                                  | [ 129 ] |
| Ryan Hollins            | 23 juillet     | Los Angeles Clippers                                                           | Boston Celtics                                                                 | [ 130 ] |
| C. J. Watson            | 23 juillet     | Brooklyn Nets                                                                  | Chicago Bulls                                                                  | [ 131 ] |
| Ömer Aşık (RFA)         | 24 juillet     | Houston Rockets                                                                | Chicago Bulls                                                                  | [ 132 ] |
| Marco Belinelli         | 24 juillet     | Chicago Bulls                                                                  | New Orleans Hornets                                                            | [ 133 ] |
| A. J. Price (RFA)       | 24 juillet     | Washington Wizards                                                             | Indiana Pacers                                                                 | [ 134 ] |
| Pablo Prigioni          | 24 juillet     | New York Knicks                                                                | Caja Laboral (Espagne)                                                         | [ 135 ] |
| Ronnie Brewer           | 25 juillet     | New York Knicks                                                                | Chicago Bulls                                                                  | [ 136 ] |
| Shannon Brown           | 25 juillet     | Phoenix Suns                                                                   | Phoenix Suns                                                                   | [ 137 ] |
| Randy Foye              | 25 juillet     | Utah Jazz                                                                      | Los Angeles Clippers                                                           | [ 138 ] |
| Jordan Hill             | 25 juillet     | Lakers de Los Angeles                                                          | Lakers de Los Angeles                                                          | [ 139 ] |
| Antawn Jamison          | 25 juillet     | Lakers de Los Angeles                                                          | Cavaliers de Cleveland                                                         | [ 140 ] |
| Alexey Shved            | 25 juillet     | Minnesota Timberwolves                                                         | CSKA Moscou (Russie)                                                           | [ 141 ] |
| Kent Bazemore           | 26 juillet     | Warriors de Golden State                                                       | Old Dominion (non drafté en 2012)                                              | [ 142 ] |
| Delonte West            | 26 juillet     | Mavericks de Dallas                                                            | Mavericks de Dallas                                                            | [ 143 ] |
| Aaron Gray              | 27 juillet     | Raptors de Toronto                                                             | Raptors de Toronto                                                             | [ 144 ] |
| Robin Lopez (RFA)       | 27 juillet     | New Orleans Hornets                                                            | Phoenix Suns                                                                   | [ 145 ] |
| Andrei Kirilenko        | 27 juillet     | Minnesota Timberwolves                                                         | CSKA Moscou (Russie)                                                           | [ 146 ] |
| John Lucas III          | 27 juillet     | Raptors de Toronto                                                             | Chicago Bulls                                                                  | [ 147 ] |
| Nazr Mohammed           | 27 juillet     | Chicago Bulls                                                                  | Oklahoma City Thunder                                                          | [ 148 ] |
| Ronny Turiaf            | 27 juillet     | Los Angeles Clippers                                                           | Heat de Miami                                                                  | [ 149 ] |
| Royal Ivey              | 27 juillet     | 76ers de Philadelphie                                                          | Oklahoma City Thunder                                                          | [ 150 ] |
| Hamed Haddadi           | 28 juillet     | Memphis Grizzlies                                                              | Memphis Grizzlies                                                              | [ 151 ] |
| Alan Anderson           | 30 juillet     | Raptors de Toronto                                                             | Raptors de Toronto                                                             | [ 152 ] |
| Willie Green            | 30 juillet     | Los Angeles Clippers                                                           | Atlanta Hawks                                                                  |         |
| Dionte Christmas        | 31 juillet     | Boston Celtics                                                                 | AGO Réthymnon (Grèce)                                                          | [ 153 ] |
| Jason Collins           | 31 juillet     | Boston Celtics                                                                 | Atlanta Hawks                                                                  | [ 153 ] |
| Keyon Dooling           | 31 juillet     | Boston Celtics                                                                 | Boston Celtics                                                                 | [ 153 ] |
| Nate Robinson           | 31 juillet     | Chicago Bulls                                                                  | Warriors de Golden State                                                       | [ 154 ] |
| Brandon Roy             | 31 juillet     | Minnesota Timberwolves                                                         | Retraité                                                                       | [ 155 ] |
| Jamar Smith             | 31 juillet     | Boston Celtics                                                                 | BK Prostějov (Rép. Tchèque)                                                    | [ 153 ] |
| Maalik Wayns            | 31 juillet     | 76ers de Philadelphie                                                          | Villanova (non drafté en 2012)                                                 | [ 156 ] |
| Carl Landry             | 1er août       | Warriors de Golden State                                                       | New Orleans Hornets                                                            | [ 157 ] |
| Brandon Rush (RFA)      | 1er août       | Warriors de Golden State                                                       | Warriors de Golden State                                                       | [ 158 ] |
| Chris Smith             | 1er août       | New York Knicks                                                                | Louisville (non drafté en 2012)                                                | [ 159 ] |
| P. J. Tucker            | 1er août       | Phoenix Suns                                                                   | Brose Baskets (Allemagne)                                                      | [ 160 ] |
| Greg Stiemsma           | 2 août         | Minnesota Timberwolves                                                         | Boston Celtics                                                                 | [ 161 ] |
| Roger Mason             | 3 août         | New Orleans Hornets                                                            | Washington Wizards                                                             | [ 162 ] |
| Daniel Orton            | 4 août         | Oklahoma City Thunder                                                          | Magic d'Orlando                                                                | [ 163 ] |
| C. J. Miles             | 8 août         | Cavaliers de Cleveland                                                         | Utah Jazz                                                                      | [ 164 ] |
| Joel Przybilla          | 9 août         | Milwaukee Bucks                                                                | Portland Trail Blazers                                                         | [ 165 ] |
| Micheal Eric            | 10 août        | Cavaliers de Cleveland                                                         | Temple (non drafté en 2012)                                                    | [ 166 ] |
| Jodie Meeks             | 13 août        | Lakers de Los Angeles                                                          | 76ers de Philadelphie                                                          | [ 167 ] |
| Devin Ebanks            | 13 août        | Lakers de Los Angeles                                                          | Lakers de Los Angeles                                                          | [ 167 ] |
| Carlos Delfino          | 15 août        | Houston Rockets                                                                | Milwaukee Bucks                                                                | [ 168 ] |
| Jermaine O'Neal         | 15 août        | Phoenix Suns                                                                   | Boston Celtics                                                                 | [ 169 ] |
| Ish Smith               | 15 août        | Magic d'Orlando                                                                | Magic d'Orlando                                                                | [ 170 ] |
| Brian Roberts           | 16 août        | New Orleans Hornets                                                            | Brose Baskets (Allemagne)                                                      | [ 171 ] |
| Jeff Green              | 22 août        | Boston Celtics                                                                 | Boston Celtics                                                                 | [ 172 ] |
| Martell Webster         | 29 août        | Washington Wizards                                                             | Minnesota Timberwolves                                                         | [ 173 ] |
| Greg Somogyi (en)       | 5 septembre    | Lakers de Los Angeles                                                          | Santa Barbara Breakers (WCBL)                                                  | [ 174 ] |
| Reeves Nelson (en)      | 5 septembre    | Lakers de Los Angeles                                                          | Žalgiris Kaunas (Lituanie)                                                     | [ 174 ] |
| E'Twaun Moore           | 6 septembre    | Magic d'Orlando                                                                | Houston Rockets (libéré le 25 juillet)                                         | [ 175 ] |
| Sam Young               | 6 septembre    | Indiana Pacers                                                                 | 76ers de Philadelphie                                                          | [ 176 ] |
| Sundiata Gaines         | 6 septembre    | Indiana Pacers                                                                 | Brooklyn Nets                                                                  | [ 176 ] |
| Blake Ahearn            | 6 septembre    | Indiana Pacers                                                                 | Utah Jazz                                                                      | [ 176 ] |
| Mickell Gladness        | 7 septembre    | Heat de Miami                                                                  | Warriors de Golden State                                                       | [ 177 ] |
| Scott Machado           | 7 septembre    | Houston Rockets                                                                | Iona (non drafté en 2012)                                                      | [ 178 ] |
| Alonzo Gee              | 10 septembre   | Cavaliers de Cleveland                                                         | Cavaliers de Cleveland                                                         | [ 179 ] |
| Terrel Harris           | 11 septembre   | Heat de Miami                                                                  | Heat de Miami                                                                  | [ 180 ] |
| Henry Sims              | 11 septembre   | New York Knicks                                                                | Georgetown (non drafté en 2012)                                                |         |
| Oscar Bellfield (en)    | 11 septembre   | New York Knicks                                                                | UNLV (non drafté en 2012)                                                      |         |
| John Shurna             | 11 septembre   | New York Knicks                                                                | Northwestern (non drafté en 2012)                                              |         |
| Mychel Thompson         | 11 septembre   | New York Knicks                                                                | Erie BayHawks (D-League)                                                       |         |
| DeAndre Liggins         | 12 septembre   | Oklahoma City Thunder                                                          | Magic d'Orlando                                                                |         |
| Andy Rautins            | 12 septembre   | Oklahoma City Thunder                                                          | Lucentum Alicante (Espagne)                                                    |         |
| Andray Blatche          | 12 septembre   | Brooklyn Nets                                                                  | Washington Wizards (libéré le 17 juillet)                                      | [ 181 ] |
| Dominic McGuire         | 12 septembre   | Raptors de Toronto                                                             | Warriors de Golden State                                                       | [ 182 ] |
| Josh Childress          | 13 septembre   | Brooklyn Nets                                                                  | Phoenix Suns (libéré le 15 juillet)                                            | [ 183 ] |
| Garrett Temple          | 13 septembre   | Heat de Miami                                                                  | Novipiù Casale Monferrato (Italie)                                             | [ 184 ] |
| Matt Barnes             | 14 septembre   | Los Angeles Clippers                                                           | Lakers de Los Angeles                                                          | [ 185 ] |
| Stephen Dennis (en)     | 17 septembre   | Brooklyn Nets                                                                  | Phantoms Braunschweig (Allemagne)                                              |         |
| Josh Harrellson         | 17 septembre   | Heat de Miami                                                                  | Houston Rockets (libéré le 15 août)                                            | [ 186 ] |
| James Mays (en)         | 17 septembre   | Brooklyn Nets                                                                  | Capitanes de Arecibo (Porto Rico)                                              |         |
| Carleton Scott (en)     | 17 septembre   | Brooklyn Nets                                                                  | UBC Carefuel Gussing Knights (Autriche)                                        |         |
| Ivan Johnson            | 18 septembre   | Atlanta Hawks                                                                  | Atlanta Hawks                                                                  | [ 187 ] |
| Luke Nevill (en)        | 18 septembre   | Indiana Pacers                                                                 | Perth Wildcats (Australie)                                                     |         |
| Ben Hansbrough          | 18 septembre   | Indiana Pacers                                                                 | BC Krka (Slovénie)                                                             |         |
| Jamaal Magloire         | 18 septembre   | Raptors de Toronto                                                             | Raptors de Toronto                                                             | [ 188 ] |
| Brian Cook              | 19 septembre   | Washington Wizards                                                             | Washington Wizards                                                             |         |
| Earl Barron             | 19 septembre   | Washington Wizards                                                             | Atléticos de San Germán (Porto Rico)                                           |         |
| Steven Gray             | 19 septembre   | Washington Wizards                                                             | BK Ventspils (Lettonie)                                                        |         |
| Shavlik Randolph        | 19 septembre   | Washington Wizards                                                             | Piratas de Quebradillas (Porto Rico)                                           |         |
| Jerel McNeal            | 21 septembre   | Raptors de Toronto                                                             | Sutor Basket Montegranaro (Italie)                                             |         |
| Chris Wright            | 21 septembre   | Raptors de Toronto                                                             | Warriors de Golden State                                                       |         |
| Adam Morrison           | 21 septembre   | Portland Trail Blazers                                                         | Beşiktaş JK (Turquie)                                                          |         |
| Demonte Harper          | 21 septembre   | Portland Trail Blazers                                                         | Cibona Zagreb (Croatie)                                                        |         |
| Dallas Lauderdale       | 21 septembre   | Portland Trail Blazers                                                         | Turów Zgorzelec (Pologne)                                                      |         |
| Louis Amundson          | 24 septembre   | Minnesota Timberwolves                                                         | Indiana Pacers                                                                 | [ 189 ] |
| Marquis Daniels         | 25 septembre   | Milwaukee Bucks                                                                | Boston Celtics                                                                 | [ 190 ] |
| Didier Mbenga           | 25 septembre   | Mavericks de Dallas                                                            | New Orleans Hornets                                                            |         |
| Josh Akognon            | 25 septembre   | Mavericks de Dallas                                                            | Canton Charge (D-League)                                                       |         |
| Tu Holloway (en)        | 25 septembre   | Mavericks de Dallas                                                            | Xavier (non drafté en 2012)                                                    |         |
| Jeff Adrien             | 25 septembre   | Charlotte Bobcats                                                              | BC Khimki (Russie)                                                             | [ 191 ] |
| Paris Horne (en)        | 25 septembre   | Charlotte Bobcats                                                              | BG 74 Göttingen (Allemagne)                                                    | [ 191 ] |
| Josh Owens (en)         | 25 septembre   | Charlotte Bobcats                                                              | Stanford (non drafté en 2012)                                                  | [ 191 ] |
| DaJuan Summers          | 25 septembre   | Charlotte Bobcats                                                              | New Orleans Hornets                                                            | [ 191 ] |
| Kyle Fogg               | 25 septembre   | Houston Rockets                                                                | Arizona (non drafté en 2012)                                                   | [ 192 ] |
| Demetri McCamey         | 25 septembre   | Houston Rockets                                                                | Hapoel Jerusalem (Israël)                                                      | [ 192 ] |
| Cyril Awere (en)        | 25 septembre   | Kings de Sacramento                                                            | Stade nabeulien (Tunisie)                                                      | [ 193 ] |
| Tony Mitchell           | 25 septembre   | Kings de Sacramento                                                            | Alabama (non drafté en 2012)                                                   | [ 193 ] |
| Hamady N'Diaye          | 25 septembre   | Kings de Sacramento                                                            | Maine Red Claws (D-League)                                                     | [ 193 ] |
| Willie Reed             | 25 septembre   | Kings de Sacramento                                                            | Saint Louis (non drafté en 2012)                                               | [ 193 ] |
| Carlon Brown            | 26 septembre   | Warriors de Golden State                                                       | Colorado (non drafté en 2012)                                                  |         |
| Lance Goulbourne        | 26 septembre   | Warriors de Golden State                                                       | Vanderbilt (non drafté en 2012)                                                |         |
| Rick Jackson            | 26 septembre   | Warriors de Golden State                                                       | Chorale Roanne Basket (France)                                                 |         |
| Tarence Kinsey          | 26 septembre   | Warriors de Golden State                                                       | Anadolu Efes (Turquie)                                                         |         |
| Trey Gilder             | 26 septembre   | Utah Jazz                                                                      | Trotamundos de Carabobo (Venezuela)                                            | [ 194 ] |
| Darnell Jackson         | 26 septembre   | Utah Jazz                                                                      | Donetsk (Ukraine)                                                              | [ 194 ] |
| Chris Quinn             | 26 septembre   | Utah Jazz                                                                      | BC Khimki (Russia)                                                             | [ 194 ] |
| Brian Butch             | 26 septembre   | Utah Jazz                                                                      | Bakersfield Jam (D-League)                                                     | [ 194 ] |
| Ronnie Aguilar (en)     | 27 septembre   | Lakers de Los Angeles                                                          | Bakersfield Jam (D-League)                                                     | [ 195 ] |
| Derrick Brown           | 27 septembre   | Spurs de San Antonio                                                           | Charlotte Bobcats                                                              |         |
| Josh Powell             | 27 septembre   | Spurs de San Antonio                                                           | Brujos de Guayama (Porto Rico)                                                 |         |
| Tyler Wilkerson (en)    | 27 septembre   | Spurs de San Antonio                                                           | Maccabi Haifa (Israel)                                                         |         |
| Wesley Witherspoon (en) | 27 septembre   | Spurs de San Antonio                                                           | Memphis (non drafté en 2012)                                                   |         |
| Rodney Carney           | 27 septembre   | Heat de Miami                                                                  | Liaoning Dinosaurs (Chine)                                                     |         |
| Anthony Tolliver        | 27 septembre   | Atlanta Hawks                                                                  | Minnesota Timberwolves                                                         |         |
| Keith Benson            | 27 septembre   | Atlanta Hawks                                                                  | Warriors de Golden State                                                       |         |
| Damion James            | 27 septembre   | Atlanta Hawks                                                                  | Brooklyn Nets                                                                  |         |
| James Anderson          | 27 septembre   | Atlanta Hawks                                                                  | Spurs de San Antonio                                                           |         |
| Carldell Johnson        | 27 septembre   | Atlanta Hawks                                                                  | Austin Toros (D-League)                                                        |         |
| Dan Gadzuric            | 27 septembre   | 76ers de Philadelphie                                                          | Portland Trail Blazers (libéré le 19 juillet)                                  |         |
| Devin Searcy            | 27 septembre   | 76ers de Philadelphie                                                          | Toyama Grouses (Japon)                                                         |         |
| Xavier Silas            | 27 septembre   | 76ers de Philadelphie                                                          | 76ers de Philadelphie                                                          |         |
| Damien Wilkins          | 27 septembre   | 76ers de Philadelphie                                                          | Detroit Pistons                                                                |         |
| Darko Miličić           | 28 septembre   | Boston Celtics                                                                 | Minnesota Timberwolves (libéré le 12 juillet)                                  | [ 196 ] |
| Micah Downs             | 28 septembre   | Boston Celtics                                                                 | Assignia Manresa (Espagne)                                                     | [ 197 ] |
| Rob Kurz                | 28 septembre   | Boston Celtics                                                                 | SLUC Nancy Basket (France)                                                     | [ 197 ] |
| Will Conroy             | 28 septembre   | Minnesota Timberwolves                                                         | Rio Grande Valley Vipers (D-League)                                            |         |
| Mike Harris             | 28 septembre   | Minnesota Timberwolves                                                         | Atléticos de San Germán (Porto Rico)                                           |         |
| Chris Johnson           | 28 septembre   | Minnesota Timberwolves                                                         | New Orleans Hornets                                                            |         |
| Phil Jones (en)         | 28 septembre   | Minnesota Timberwolves                                                         | Cluj-Napoca (Roumanie)                                                         |         |
| Seth Tarver (en)        | 28 septembre   | Minnesota Timberwolves                                                         | Idaho Stampede (D-League)                                                      |         |
| Jermaine Taylor         | 28 septembre   | Minnesota Timberwolves                                                         | Rio Grande Valley Vipers (D-League)                                            |         |
| Kevin Jones             | 28 septembre   | Cavaliers de Cleveland                                                         | West Virginia (non drafté en 2012)                                             | [ 198 ] |
| Kevin Anderson          | 28 septembre   | Cavaliers de Cleveland                                                         | Strasbourg IG (France)                                                         | [ 198 ] |
| Jeremy Pargo            | 28 septembre   | Cavaliers de Cleveland                                                         | Memphis Grizzlies                                                              | [ 198 ] |
| Michael Dunigan (en)    | 29 septembre   | Memphis Grizzlies                                                              | BC Dnipro-Azot (Ukraine)                                                       |         |
| Ronald Dupree           | 29 septembre   | Memphis Grizzlies                                                              | Aget Imola (Italie)                                                            |         |
| Jarrid Famous (en)      | 29 septembre   | Memphis Grizzlies                                                              | Petron Blaze Boosters (Philippines)                                            |         |
| Jerome Jordan           | 29 septembre   | Memphis Grizzlies                                                              | Houston Rockets (libéré le 18 juillet)                                         |         |
| D. J. Kennedy           | 29 septembre   | Memphis Grizzlies (libéré le 18 septembre)                                     | Memphis Grizzlies (libéré le 18 septembre)                                     |         |
| Armon Johnson           | 29 septembre   | Magic d'Orlando                                                                | Brooklyn Nets                                                                  |         |
| DeQuan Jones            | 29 septembre   | Magic d'Orlando                                                                | Miami (non drafté en 2012)                                                     |         |
| Marqus Blakely          | 29 septembre   | Los Angeles Clippers                                                           | San Mig Coffee Mixers (Philippines)                                            |         |
| Courtney Fortson        | 29 septembre   | Los Angeles Clippers                                                           | Houston Rockets (libéré le 25 septembre)                                       |         |
| Trent Plaisted          | 29 septembre   | Los Angeles Clippers                                                           | Aliağa Petkim (Turquie)                                                        |         |
| Ike Diogu               | 1er octobre    | Phoenix Suns                                                                   | Capitanes de Arecibo (Porto Rico)                                              | [ 199 ] |
| Othyus Jeffers          | 1er octobre    | Phoenix Suns                                                                   | Washington Wizards                                                             | [ 199 ] |
| Luke Zeller             | 1er octobre    | Phoenix Suns                                                                   | Austin Toros (D-League)                                                        | [ 199 ] |
| Diante Garrett          | 1er octobre    | Phoenix Suns                                                                   | JSF Nanterre (France)                                                          | [ 199 ] |
| Solomon Jones           | 1er octobre    | Phoenix Suns                                                                   | New Orleans Hornets                                                            | [ 199 ] |
| Terrence Williams       | 1er octobre    | Detroit Pistons                                                                | Kings de Sacramento                                                            | [ 200 ] |
| Jonny Flynn             | 1er octobre    | Detroit Pistons                                                                | Portland Trail Blazers                                                         | [ 200 ] |
| Isma'il Muhammad (en)   | 1er octobre    | Atlanta Hawks                                                                  | Auckland Pirates (Nouvelle-Zélande)                                            | [ 201 ] |
| Walker Russell          | 1er octobre    | Oklahoma City Thunder                                                          | Detroit Pistons                                                                | [ 202 ] |
| Chris Douglas-Roberts   | 1er octobre    | Lakers de Los Angeles                                                          | Virtus Bologna (Italie)                                                        | [ 203 ] |
| Alando Tucker           | 1er octobre    | Milwaukee Bucks                                                                | Texas Legends (D-League)                                                       |         |
| Eddie Gill              | 1er octobre    | Milwaukee Bucks                                                                | Townsville Crocodiles (Australie)                                              |         |
| Orien Greene            | 1er octobre    | Milwaukee Bucks                                                                | Los Angeles D-Fenders (D-League)                                               |         |
| Mustapha Farrakhan      | 1er octobre    | Milwaukee Bucks                                                                | Bakersfield Jam (D-League)                                                     |         |
| Jannero Pargo           | 1er octobre    | Washington Wizards                                                             | Atlanta Hawks                                                                  | [ 204 ] |
| Ryan Allen (en)         | 1er octobre    | Chicago Bulls                                                                  | Wisconsin-Milwaukee (non drafté en 2012)                                       |         |
| Vance Cooksey (en)      | 1er octobre    | Chicago Bulls                                                                  | Rio Grande Valley Vipers (D-League)                                            |         |
| Andre Emmett            | 1er octobre    | Chicago Bulls                                                                  | Sporting Al Riyadi Beirut (Liban)                                              |         |
| Kyrylo Fesenko          | 1er octobre    | Chicago Bulls                                                                  | Indiana Pacers                                                                 |         |
| Marko Jarić             | 1er octobre    | Chicago Bulls                                                                  | Montepaschi Siena (Italie)                                                     |         |
| Mikki Moore             | 1er octobre    | 76ers de Philadelphie                                                          | Warriors de Golden State                                                       |         |
| Kyle Weaver             | 1er octobre    | Memphis Grizzlies                                                              | Alba Berlin (Allemagne)                                                        |         |
| Ronald Murray           | 1er octobre    | Memphis Grizzlies                                                              | Austin Toros (D-League)                                                        |         |
| Anthony Carter          | 1er octobre    | Nuggets de Denver                                                              | Raptors de Toronto                                                             | [ 205 ] |
| Ben Uzoh                | 1er octobre    | Nuggets de Denver                                                              | Raptors de Toronto                                                             | [ 205 ] |
| Eddy Curry              | 1er octobre    | Spurs de San Antonio                                                           | Heat de Miami                                                                  | [ 206 ] |
| Sherron Collins         | 1er octobre    | Spurs de San Antonio                                                           | Hacettepe Üniversitesi (Turquie)                                               | [ 206 ] |
| Solomon Alabi           | 1er octobre    | New Orleans Hornets                                                            | Raptors de Toronto                                                             | [ 207 ] |
| Chris Wright            | 1er octobre    | New Orleans Hornets                                                            | Olin Edirne Basket (Turquie)                                                   | [ 207 ] |
| Dominique Morrison (en) | 1er octobre    | New Orleans Hornets                                                            | Oral Roberts (non drafté en 2012)                                              | [ 207 ] |
| Coby Karl               | 1er octobre    | Portland Trail Blazers                                                         | Sutor Basket Montegranaro (Italie)                                             | [ 208 ] |
| Justin Holiday          | 1er octobre    | Cavaliers de Cleveland                                                         | Okapi Aalstar (Belgique)                                                       | [ 209 ] |
| Hank Thorns (en)        | 1er octobre    | Los Angeles Clippers                                                           | TCU (non drafté en 2012)                                                       |         |
| Chris Johnson           | 1er octobre    | Los Angeles Clippers                                                           | Dayton (non drafté en 2012)                                                    |         |
| Stefhon Hannah          | 1er octobre    | Warriors de Golden State                                                       | Dakota Wizards (D-League)                                                      | [ 210 ] |
| Rasheed Wallace         | 3 octobre      | New York Knicks                                                                | Retraite                                                                       | [ 211 ] |
| Chris Johnson           | 9 octobre      | Magic d'Orlando                                                                | Los Angeles Clippers (libéré le 7 octobre)                                     | [ 212 ] |
| Justin Holiday          | 12 octobre     | Portland Trail Blazers                                                         | Cavaliers de Cleveland (libéré le 10 octobre)                                  | [ 213 ] |
| Leandro Barbosa         | 18 octobre     | Boston Celtics                                                                 | Indiana Pacers                                                                 | [ 214 ] |
| JaMychal Green          | 22 octobre     | Spurs de San Antonio                                                           | Alabama (non drafté en 2012)                                                   |         |
| Eddy Curry              | 25 octobre     | Mavericks de Dallas                                                            | Spurs de San Antonio (libéré le 23 octobre)                                    | [ 215 ] |
| D'Aundray Brown (en)    | 25 octobre     | Cavaliers de Cleveland                                                         | Cleveland State (non drafté en 2012)                                           | [ 216 ] |
| Chris Douglas-Roberts   | 27 octobre     | Mavericks de Dallas                                                            | Lakers de Los Angeles (libéré le 22 octobre)                                   |         |
| Melvin Ely              | 27 octobre     | Mavericks de Dallas                                                            | Brujos de Guayama (Porto Rico)                                                 |         |
| Daniel Orton            | 21 octobre     | Oklahoma City Thunder (libéré le 27 octobre)                                   | Oklahoma City Thunder (libéré le 27 octobre)                                   | [ 217 ] |
| Troy Murphy             | 2 novembre     | Mavericks de Dallas                                                            | Lakers de Los Angeles                                                          |         |
| Shaun Livingston        | 15 novembre    | Washington Wizards                                                             | Houston Rockets (libéré le 29 octobre)                                         | [ 218 ] |
| Josh Howard             | 15 novembre    | Minnesota Timberwolves                                                         | Utah Jazz                                                                      | [ 219 ] |
| James Anderson          | 21 novembre    | Spurs de San Antonio                                                           | Rio Grande Valley Vipers (D-League)                                            | [ 220 ] |
| Derek Fisher            | 29 novembre    | Mavericks de Dallas                                                            | Oklahoma City Thunder                                                          | [ 221 ] |
| Kevin Jones             | 29 novembre    | Cavaliers de Cleveland (libéré le 27 octobre)                                  | Cavaliers de Cleveland (libéré le 27 octobre)                                  | [ 222 ] |
| Mickaël Piétrus         | 30 novembre    | Raptors de Toronto                                                             | Boston Celtics                                                                 | [ 223 ] |
| Jeff Adrien             | 9 décembre     | Charlotte Bobcats                                                              | Rio Grande Valley Vipers (D-League)                                            | [ 224 ] |
| Dominic McGuire         | 16 décembre    | New Orleans Hornets                                                            | Raptors de Toronto (libéré le 30 octobre)                                      | [ 225 ] |
| Chris Douglas-Roberts   | 23 décembre    | Mavericks de Dallas                                                            | Texas Legends (D-League)                                                       | [ 226 ] |
| Jarvis Varnado          | 24 décembre    | Boston Celtics                                                                 | Sioux Falls Skyforce (D-League)                                                | [ 227 ] |
| Shelvin Mack            | 25 décembre    | Washington Wizards                                                             | Maine Red Claws (D-League)                                                     | [ 228 ] |
| Garrett Temple          | 25 décembre    | Washington Wizards                                                             | Reno Bighorns (D-League)                                                       | [ 228 ] |
| Shaun Livingston        | 25 décembre    | Cavaliers de Cleveland                                                         | Washington Wizards (libéré le 23 décembre)                                     | [ 229 ] |
| Lazar Hayward           | 31 décembre    | Minnesota Timberwolves                                                         | Houston Rockets (libéré le 29 octobre)                                         | [ 230 ] |
| James Anderson          | 2 janvier      | Houston Rockets                                                                | Rio Grande Valley Vipers (D-League)                                            | [ 231 ] |
| Daequan Cook            | 6 janvier      | Chicago Bulls                                                                  | Houston Rockets (libéré le 2 janvier)                                          | [ 232 ] |
| Dominic McGuire         | 7 janvier      | Indiana Pacers (contrat de 10 jours)                                           | New Orleans Hornets (libéré le 4 janvier)                                      | [ 233 ] |
| Donald Sloan            | 7 janvier      | New Orleans Hornets (contrat de 10 jours)                                      | Sioux Falls Skyforce (D-League)                                                | [ 234 ] |
| Patrick Beverley        | 7 janvier      | Houston Rockets                                                                | BC Spartak Saint Petersburg (Russie)                                           | [ 235 ] |
| Mike James              | 8 janvier      | Mavericks de Dallas (contrat de 10 jours)                                      | Texas Legends (D-League)                                                       | [ 236 ] |
| Lazar Hayward           | 8 janvier      | Minnesota Timberwolves (contrat de 10 jours, précédemment libéré le 6 janvier) | Minnesota Timberwolves (contrat de 10 jours, précédemment libéré le 6 janvier) | [ 237 ] |
| Maalik Wayns            | 8 janvier      | 76ers de Philadelphie (contrat de 10 jours, précédemment libéré le 6 janvier)  | 76ers de Philadelphie (contrat de 10 jours, précédemment libéré le 6 janvier)  | [ 238 ] |
| Jarvis Varnado          | 9 janvier      | Heat de Miami (contrat de 10 jours)                                            | Boston Celtics (libéré le 6 janvier)                                           | [ 239 ] |
| Josh Harrellson         | 10 janvier     | Heat de Miami (contrat de 10 jours, précédemment libéré le 7 janvier)          | Heat de Miami (contrat de 10 jours, précédemment libéré le 7 janvier)          | [ 240 ] |
| Damion James            | 13 janvier     | Brooklyn Nets (contrat de 10 jours)                                            | Bakersfield Jam (D-League)                                                     | [ 241 ] |
| Dominic McGuire         | 17 janvier     | Indiana Pacers (second contrat de 10 jours)                                    | Indiana Pacers (second contrat de 10 jours)                                    | [ 242 ] |
| Shelvin Mack            | 17 janvier     | 76ers de Philadelphie (contrat de 10 jours)                                    | Maine Red Claws (D-League)                                                     | [ 243 ] |
| Mike James              | 18 janvier     | Mavericks de Dallas (second contrat de 10 jours)                               | Mavericks de Dallas (second contrat de 10 jours)                               | [ 244 ] |
| Chris Johnson           | 19 janvier     | Minnesota Timberwolves (contrat de 10 jours)                                   | Santa Cruz Warriors (D-League)                                                 | [ 245 ] |
| Mickaël Gelabale        | 19 janvier     | Minnesota Timberwolves (contrat de 10 jours)                                   | Valencia BC (Espagne)                                                          | [ 246 ] |
| Chris Andersen          | 20 janvier     | Heat de Miami (contrat de 10 jours)                                            | Nuggets de Denver (libéré le 17 juillet)                                       | [ 247 ] |
| Jarvis Varnado          | 20 janvier     | Heat de Miami (second contrat de 10 jours)                                     | Heat de Miami (second contrat de 10 jours)                                     | [ 248 ] |
| Jannero Pargo           | 21 janvier     | Atlanta Hawks (contrat de 10 jours)                                            | Washington Wizards (libéré le 15 novembre)                                     | [ 249 ] |
| Aron Baynes             | 23 janvier     | Spurs de San Antonio                                                           | Union Olimpija (Slovénie)                                                      | [ 250 ] |
| Chris Johnson           | 23 janvier     | Memphis Grizzlies (contrat de 10 jours)                                        | Rio Grande Valley Vipers (D-League)                                            | [ 251 ] |
| Mike James              | 28 janvier     | Mavericks de Dallas                                                            | Mavericks de Dallas                                                            | [ 252 ] |
| Shelvin Mack            | 28 janvier     | 76ers de Philadelphie (second contrat de 10 jours)                             | 76ers de Philadelphie (second contrat de 10 jours)                             | [ 253 ] |
| Sam Young               | 28 janvier     | Indiana Pacers (libéré le 6 janvier)                                           | Indiana Pacers (libéré le 6 janvier)                                           | [ 254 ] |
| Chris Johnson           | 29 janvier     | Minnesota Timberwolves (second contrat de 10 jours)                            | Minnesota Timberwolves (second contrat de 10 jours)                            | [ 255 ] |
| Mickaël Gelabale        | 29 janvier     | Minnesota Timberwolves (second contrat de 10 jours)                            | Minnesota Timberwolves (second contrat de 10 jours)                            | [ 256 ] |
| Chris Andersen          | 30 janvier     | Heat de Miami (second contrat de 10 jours)                                     | Heat de Miami (second contrat de 10 jours)                                     | [ 257 ] |
| Jarvis Varnado          | 30 janvier     | Heat de Miami                                                                  | Heat de Miami                                                                  | [ 258 ] |
| Jannero Pargo           | 2 février      | Atlanta Hawks (second contrat de 10 jours)                                     | Atlanta Hawks (second contrat de 10 jours)                                     | [ 259 ] |
| Chris Johnson           | 3 février      | Memphis Grizzlies (second contrat de 10 jours)                                 | Memphis Grizzlies (second contrat de 10 jours)                                 |         |
| Jeremy Pargo            | 7 février      | 76ers de Philadelphie (contrat de 10 jours)                                    | Cavaliers de Cleveland (libéré le 22 janvier)                                  | [ 260 ] |
| Chris Andersen          | 8 février      | Heat de Miami                                                                  | Heat de Miami                                                                  | [ 261 ] |
| Chris Johnson           | 8 février      | Minnesota Timberwolves                                                         | Minnesota Timberwolves                                                         | [ 262 ] |
| Mickaël Gelabale        | 8 février      | Minnesota Timberwolves                                                         | Minnesota Timberwolves                                                         | [ 262 ] |
| Jeremy Pargo            | 18 février     | 76ers de Philadelphie                                                          | 76ers de Philadelphie                                                          | [ 263 ] |
| Terrence Williams       | 20 février     | Boston Celtics (contrat de 10 jours)                                           | Guangdong Southern Tigers (Chine)                                              | [ 264 ] |
| Kenyon Martin           | 23 février     | New York Knicks (contrat de 10 jours)                                          | Los Angeles Clippers                                                           | [ 265 ] |
| Derek Fisher            | 25 février     | Oklahoma City Thunder                                                          | Mavericks de Dallas (libéré le 22 décembre)                                    | [ 266 ] |
| Tim Ohlbrecht           | 25 février     | Houston Rockets                                                                | Rio Grande Valley Vipers (D-League)                                            | [ 267 ] |
| D. J. White             | 28 février     | Boston Celtics (contrat de 10 jours)                                           | Shanghai Sharks (Chine)                                                        | [ 268 ] |
| Shavlik Randolph        | 1er mars       | Boston Celtics (contrat de 10 jours)                                           | Foshan Dralions (Chine)                                                        | [ 269 ] |
| Lou Amundson            | 2 mars         | Chicago Bulls (contrat de 10 jours)                                            | Minnesota Timberwolves (libéré le 8 février)                                   | [ 270 ] |
| Juwan Howard            | 2 mars         | Heat de Miami (contrat de 10 jours)                                            | Heat de Miami (contrat de 10 jours)                                            | [ 271 ] |
| Henry Sims              | 3 mars         | New Orleans Hornets (contrat de 10 jours)                                      | Erie BayHawks (D-League)                                                       | [ 272 ] |
| Terrence Williams       | 3 mars         | Boston Celtics                                                                 | Boston Celtics                                                                 | [ 273 ] |
| Aaron Brooks            | 5 mars         | Houston Rockets                                                                | Kings de Sacramento (libéré le 1er mars)                                       | [ 274 ] |
| Kenyon Martin           | 5 mars         | New York Knicks (second contrat de 10 jours)                                   | New York Knicks (second contrat de 10 jours)                                   | [ 275 ] |
| Shelvin Mack            | 6 mars         | Atlanta Hawks (contrat de 10 jours)                                            | Maine Red Claws (D-League)                                                     | [ 276 ] |
| Malcolm Thomas          | 8 mars         | Warriors de Golden State (contrat de 10 jours)                                 | Los Angeles D-Fenders (D-League)                                               | [ 277 ] |
| Terrel Harris           | 8 mars         | New Orleans Hornets (contrat de 10 jours)                                      | Erie BayHawks (D-League)                                                       | [ 278 ] |
| Maalik Wayns            | 9 mars         | Los Angeles Clippers (contrat de 10 jours)                                     | Rio Grande Valley Vipers (D-League)                                            | [ 279 ] |
| D. J. White             | 10 mars        | Boston Celtics (second contrat de 10 jours)                                    | Boston Celtics (second contrat de 10 jours)                                    | [ 280 ] |
| Travis Leslie           | 10 mars        | Utah Jazz (contrat de 10 jours)                                                | Santa Cruz Warriors (D-League)                                                 | [ 281 ] |
| Shavlik Randolph        | 11 mars        | Boston Celtics (second contrat de 10 jours)                                    | Boston Celtics (second contrat de 10 jours)                                    | [ 282 ] |
| Lou Amundson            | 12 mars        | New Orleans Hornets                                                            | Chicago Bulls                                                                  | [ 283 ] |
| Juwan Howard            | 12 mars        | Heat de Miami (second contrat de 10 jours)                                     | Heat de Miami (second contrat de 10 jours)                                     | [ 284 ] |
| Chris Wright            | 13 mars        | Mavericks de Dallas (contrat de 10 jours)                                      | Iowa Energy (D-League)                                                         | [ 285 ] |
| Jannero Pargo           | 14 mars        | Charlotte Bobcats (contrat de 10 jours)                                        | Atlanta Hawks                                                                  | [ 286 ] |
| DaJuan Summers          | 15 mars        | Los Angeles Clippers (contrat de 10 jours)                                     | Maine Red Claws (D-League)                                                     | [ 287 ] |
| Kenyon Martin           | 15 mars        | New York Knicks                                                                | New York Knicks                                                                | [ 288 ] |
| Shelvin Mack            | 16 mars        | Atlanta Hawks (second contrat de 10 jours)                                     | Atlanta Hawks (second contrat de 10 jours)                                     | [ 289 ] |
| Terrel Harris           | 18 mars        | New Orleans Hornets (second contrat de 10 jours)                               | New Orleans Hornets (second contrat de 10 jours)                               | [ 290 ] |
| Malcolm Thomas          | 19 mars        | Chicago Bulls (contrat de 10 jours)                                            | Warriors de Golden State                                                       | [ 291 ] |
| Maalik Wayns            | 19 mars        | Los Angeles Clippers (second contrat de 10 jours)                              | Los Angeles Clippers (second contrat de 10 jours)                              | [ 292 ] |
| D. J. White             | 20 mars        | Boston Celtics                                                                 | Boston Celtics                                                                 | [ 293 ] |
| Chris Quinn             | 20 mars        | Cavaliers de Cleveland                                                         | Tulsa 66ers (D-League)                                                         | [ 294 ] |
| Shavlik Randolph        | 21 mars        | Boston Celtics                                                                 | Boston Celtics                                                                 | [ 295 ] |
| Juwan Howard            | 22 mars        | Heat de Miami                                                                  | Heat de Miami                                                                  | [ 296 ] |
| Jannero Pargo           | 24 mars        | Charlotte Bobcats (second contrat de 10 jours)                                 | Charlotte Bobcats (second contrat de 10 jours)                                 | [ 297 ] |
| DaJuan Summers          | 25 mars        | Los Angeles Clippers (second contrat de 10 jours)                              | Los Angeles Clippers (second contrat de 10 jours)                              | [ 298 ] |
| Justin Dentmon          | 25 mars        | Mavericks de Dallas (contrat de 10 jours)                                      | Texas Legends (D-League)                                                       | [ 299 ] |
| Shelvin Mack            | 26 mars        | Atlanta Hawks                                                                  | Atlanta Hawks                                                                  | [ 300 ] |
| Jerel McNeal            | 27 mars        | Utah Jazz (contrat de 10 jours)                                                | Bakersfield Jam (D-League)                                                     | [ 301 ] |
| Terrel Harris           | 28 mars        | New Orleans Hornets                                                            | New Orleans Hornets                                                            | [ 302 ] |
| Maalik Wayns            | 29 mars        | Los Angeles Clippers                                                           | Los Angeles Clippers                                                           | [ 303 ] |
| Malcolm Thomas          | 29 mars        | Chicago Bulls (second contrat de 10 jours)                                     | Chicago Bulls (second contrat de 10 jours)                                     | [ 304 ] |
| Justin Holiday          | 1er avril      | 76ers de Philadelphie                                                          | Idaho Stampede (D-League)                                                      | [ 305 ] |
| Kris Joseph             | 2 avril        | Brooklyn Nets (contrat de 10 jours)                                            | Springfield Armor (D-League)                                                   | [ 306 ] |
| Josh Akognon            | 3 avril        | Mavericks de Dallas (contrat de 10 jours)                                      | Liaoning Dinosaurs (Chine)                                                     | [ 307 ] |
| Jannero Pargo           | 3 avril        | Charlotte Bobcats                                                              | Charlotte Bobcats                                                              | [ 308 ] |
| Keyon Dooling           | 3 avril        | Memphis Grizzlies                                                              | Boston Celtics (libéré le 20 septembre)                                        | [ 309 ] |
| DaJuan Summers          | 4 avril        | Los Angeles Clippers                                                           | Los Angeles Clippers                                                           | [ 310 ] |
| Jerel McNeal            | 6 avril        | Utah Jazz                                                                      | Utah Jazz                                                                      | [ 311 ] |
| Scott Machado           | 7 avril        | Warriors de Golden State (contrat de 10 jours)                                 | Santa Cruz Warriors (D-League)                                                 | [ 312 ] |
| Malcolm Thomas          | 8 avril        | Chicago Bulls                                                                  | Chicago Bulls                                                                  | [ 313 ] |
| Solomon Jones           | 12 avril       | New York Knicks                                                                | Liaoning Dinosaurs (Chine)                                                     | [ 314 ] |
| Kris Joseph             | 12 avril       | Brooklyn Nets                                                                  | Brooklyn Nets                                                                  | [ 315 ] |
| Josh Akognon            | 13 avril       | Mavericks de Dallas                                                            | Mavericks de Dallas                                                            | [ 316 ] |
| Andrew Goudelock        | 14 avril       | Lakers de Los Angeles                                                          | Rio Grande Valley Vipers (D-League)                                            | [ 317 ] |
| Quentin Richardson      | 16 avril       | New York Knicks                                                                | Magic d'Orlando (libéré le 27 octobre)                                         | [ 318 ] |
| Tracy McGrady           | 16 avril       | Spurs de San Antonio                                                           | Qingdao DoubleStar (Chine)                                                     | [ 319 ] |
| Earl Barron             | 17 avril       | New York Knicks                                                                | Washington Wizards (libéré le 13 décembre)                                     | [ 320 ] |
| Dwayne Jones            | 17 avril       | Warriors de Golden State                                                       | Texas Legends (D-League)                                                       | [ 321 ] |
| Donté Greene            | 17 avril       | Memphis Grizzlies                                                              | Atléticos de San Germán (Porto Rico)                                           | [ 322 ] |
| Willie Reed             | 17 avril       | Memphis Grizzlies                                                              | Springfield Armor (D-League)                                                   | [ 322 ] |
| Scott Machado           | 17 avril       | Warriors de Golden State                                                       | Warriors de Golden State                                                       | [ 323 ] |

### Joueurs libérés par leur franchise
| Joueur                | Date         | Ancienne équipe        | Réf.    |
| --------------------- | ------------ | ---------------------- | ------- |
| Rashard Lewis         | 30 juin      | New Orleans Hornets    | [ 324 ] |
| Manny Harris          | 2 juillet    | Cavaliers de Cleveland | [ 325 ] |
| Jamario Moon          | 2 juillet    | Charlotte Bobcats      | [ 326 ] |
| Elton Brand           | 11 juillet   | 76ers de Philadelphie  | [ 327 ] |
| Brendan Haywood       | 12 juillet   | Mavericks de Dallas    | [ 328 ] |
| Darko Miličić         | 12 juillet   | Minnesota Timberwolves | [ 329 ] |
| Luis Scola            | 13 juillet   | Houston Rockets        | [ 330 ] |
| Martell Webster       | 13 juillet   | Minnesota Timberwolves | [ 41 ]  |
| Josh Childress        | 15 juillet   | Phoenix Suns           | [ 109 ] |
| Jordan Farmar         | 16 juillet   | Atlanta Hawks          | [ 331 ] |
| Hassan Whiteside      | 16 juillet   | Kings de Sacramento    | [ 332 ] |
| Darryl Watkins        | 16 juillet   | 76ers de Philadelphie  | [ 333 ] |
| Chris Andersen        | 17 juillet   | Nuggets de Denver      | [ 334 ] |
| Andray Blatche        | 17 juillet   | Washington Wizards     | [ 335 ] |
| Ryan Gomes            | 18 juillet   | Los Angeles Clippers   | [ 336 ] |
| Jon Leuer             | 18 juillet   | Houston Rockets        | [ 337 ] |
| Jerome Jordan         | 18 juillet   | Houston Rockets        | [ 337 ] |
| Dan Gadzuric          | 19 juillet   | Portland Trail Blazers | [ 338 ] |
| E'Twaun Moore         | 25 juillet   | Houston Rockets        | [ 132 ] |
| Jerome Dyson          | 15 août      | Phoenix Suns           | [ 169 ] |
| Brad Miller           | 15 août      | Phoenix Suns           | [ 169 ] |
| Josh Harrellson       | 15 août      | Houston Rockets        | [ 168 ] |
| Derrick Byars         | 21 août      | Spurs de San Antonio   | [ 339 ] |
| Sean Williams         | 29 août      | Houston Rockets        | [ 340 ] |
| Diamon Simpson (en)   | 7 septembre  | Houston Rockets        | [ 178 ] |
| Jordan Williams       | 17 septembre | Atlanta Hawks          | [ 341 ] |
| D. J. Kennedy         | 18 décembre  | Memphis Grizzlies      | [ 342 ] |
| Keyon Dooling         | 20 septembre | Boston Celtics         | [ 343 ] |
| Courtney Fortson      | 25 septembre | Houston Rockets        | [ 192 ] |
| Travis Leslie         | 30 octobre   | Los Angeles Clippers   |         |
| Eddy Curry            | 2 novembre   | Mavericks de Dallas    |         |
| Jannero Pargo         | 15 novembre  | Washington Wizards     | [ 218 ] |
| Will Conroy           | 15 novembre  | Minnesota Timberwolves | [ 344 ] |
| Matt Carroll          | 20 novembre  | New Orleans Hornets    | [ 345 ] |
| Darko Miličić         | 21 novembre  | Boston Celtics         | [ 346 ] |
| Troy Murphy           | 29 novembre  | Mavericks de Dallas    | [ 221 ] |
| Luke Harangody        | 29 novembre  | Cavaliers de Cleveland | [ 222 ] |
| Dominic McGuire       | 30 novembre  | Raptors de Toronto     | [ 223 ] |
| Cory Higgins          | 9 décembre   | Charlotte Bobcats      | [ 224 ] |
| James Anderson        | 20 décembre  | Spurs de San Antonio   | [ 347 ] |
| Derek Fisher          | 22 décembre  | Mavericks de Dallas    | [ 348 ] |
| Earl Barron           | 23 décembre  | Washington Wizards     | [ 349 ] |
| Shaun Livingston      | 23 décembre  | Washington Wizards     | [ 349 ] |
| Donald Sloan          | 25 décembre  | Cavaliers de Cleveland | [ 229 ] |
| Josh Childress        | 29 décembre  | Brooklyn Nets          | [ 350 ] |
| Daequan Cook          | 2 janvier    | Houston Rockets        | [ 231 ] |
| Dominic McGuire       | 4 janvier    | New Orleans Hornets    | [ 351 ] |
| Terrel Harris         | 5 janvier    | Heat de Miami          | [ 352 ] |
| Kris Joseph           | 6 janvier    | Boston Celtics         | [ 353 ] |
| Jarvis Varnado        | 6 janvier    | Boston Celtics         | [ 353 ] |
| Samardo Samuels       | 6 janvier    | Cavaliers de Cleveland | [ 354 ] |
| Chris Douglas-Roberts | 6 janvier    | Mavericks de Dallas    | [ 355 ] |
| Sam Young             | 6 janvier    | Indiana Pacers         | [ 356 ] |
| Lazar Hayward         | 6 janvier    | Minnesota Timberwolves | [ 357 ] |
| Maalik Wayns          | 6 janvier    | 76ers de Philadelphie  | [ 358 ] |
| Shelvin Mack          | 7 janvier    | Washington Wizards     | [ 359 ] |
| Scott Machado         | 7 janvier    | Houston Rockets        | [ 235 ] |
| Josh Harrellson       | 7 janvier    | Heat de Miami          | [ 360 ] |
| Darius Johnson-Odom   | 7 janvier    | Lakers de Los Angeles  | [ 361 ] |
| Jeremy Pargo          | 22 janvier   | Cavaliers de Cleveland | [ 362 ] |
| Lou Amundson          | 8 février    | Minnesota Timberwolves | [ 262 ] |
| Ronnie Price          | 21 février   | Portland Trail Blazers |         |
| Luke Zeller           | 21 février   | Phoenix Suns           |         |
| Hakim Warrick         | 23 février   | Magic d'Orlando        |         |
| Aaron Brooks          | 1er mars     | Kings de Sacramento    | [ 363 ] |
| Josh Selby            | 3 mars       | Cavaliers de Cleveland | [ 364 ] |
| Tyler Honeycutt       | 5 mars       | Houston Rockets        | [ 274 ] |
| Jeremy Tyler          | 6 mars       | Atlanta Hawks          | [ 365 ] |
| Dominique Jones       | 9 mars       | Mavericks de Dallas    | [ 366 ] |
| Raja Bell             | 10 mars      | Utah Jazz              | [ 367 ] |
| Henry Sims            | 12 mars      | New Orleans Hornets    | [ 283 ] |
| Trey Thompkins        | 14 mars      | Los Angeles Clippers   | [ 368 ] |
| Jeremy Pargo          | 1er avril    | 76ers de Philadelphie  | [ 305 ] |
| Justin Dentmon        | 3 avril      | Mavericks de Dallas    | [ 307 ] |
| Stephen Jackson       | 12 avril     | Spurs de San Antonio   | [ 369 ] |
| Kurt Thomas           | 12 avril     | New York Knicks        | [ 370 ] |
| Dexter Pittman        | 14 avril     | Memphis Grizzlies      | [ 371 ] |
| Solomon Jones         | 15 avril     | New York Knicks        | [ 372 ] |
| Jared Jeffries        | 18 avril     | Portland Trail Blazers | [ 373 ] |
| Brandon Roy           | 10 mai       | Minnesota Timberwolves | [ 374 ] |

### Joueurs non retenus
Tous les joueurs listés ci-dessous ne seront pas dans le roster de début de saison.
| Atlanta Hawks                                                                                                  | Boston Celtics | Brooklyn Nets                                                                      | Charlotte Bobcats                                                                          | Chicago Bulls                                                                                                   |
| --- | --- | ---------------------------------------------------------------------------------- | ------------------------------------------------------------------------------------------ | --- |
| - James Anderson - Keith Benson - Damion James - Carldell Johnson - Isma’il Muhammad                           | - Dionte Christmas - Micah Downs - Rob Kurz - Jamar Smith                                                            | - Stephen Dennis - James Mays - Carleton Scott                                     | - Jeff Adrien - Paris Horne - Josh Owens - DaJuan Summers                                  | - Ryan Allen - Vance Cooksey - Andre Emmett - Kyrylo Fesenko - Marko Jarić                                      |
| Cavaliers de Cleveland                                                                                         | Mavericks de Dallas                                                                                                  | Nuggets de Denver                                                                  | Detroit Pistons                                                                            | Warriors de Golden State                                                                                        |
| - Kevin Anderson - D'Aundray Brown - Kelenna Azubuike - Micheal Eric - Justin Holiday - Kevin Jones            | - Josh Akognon - Chris Douglas-Roberts - Melvin Ely - Tu Holloway - Didier Mbenga - Delonte West                     | - Anthony Carter - Ben Uzoh                                                        | - Jonny Flynn - Terrence Williams                                                          | - Carlon Brown - Lance Goulbourne - Stefhon Hannah - Rick Jackson - Tarence Kinsey                              |
| Houston Rockets                                                                                                | Indiana Pacers | Los Angeles Clippers                                                               | Lakers de Los Angeles                                                                      | Memphis Grizzlies                                                                                               |
| - Jon Brockman - Kyle Fogg - Gary Forbes - Lazar Hayward - JaJuan Johnson - Shaun Livingston - Demetri McCamey | - Blake Ahearn - Sundiata Gaines - Luke Nevill                                                                       | - Marqus Blakely - Courtney Fortson - Chris Johnson - Trent Plaisted - Hank Thorns | - Ronnie Aguilar - Chris Douglas-Roberts - Andrew Goudelock - Reeves Nelson - Greg Somogyi | - Michael Dunigan - Ronald Dupree - Jarrid Famous - Jerome Jordan - D. J. Kennedy - Ronald Murray - Kyle Weaver |
| Heat de Miami                                                                                                  | Milwaukee Bucks | Minnesota Timberwolves                                                             | New Orleans Hornets                                                                        | New York Knicks                                                                                                 |
| - Rodney Carney - Robert Dozier - Mickell Gladness - Garrett Temple - Jarvis Varnado                           | - Mustapha Farrakhan, Jr. - Eddie Gill - Orien Greene - Alando Tucker                                                | - Chris Johnson - Mike Harris - Phil Jones - Seth Tarver - Jermaine Taylor         | - Solomon Alabi - Dominique Morrison - Chris Wright                                        | - Oscar Bellfield - John Shurna - Henry Sims - Chris Smith - Mychel Thompson                                    |
| Oklahoma City Thunder                                                                                          | Magic d'Orlando | 76ers de Philadelphie                                                              | Phoenix Suns                                                                               | Portland Trail Blazers                                                                                          |
| - Daniel Orton - Andy Rautins - Walker Russell, Jr. - Hollis Thompson                                          | - Christian Eyenga - Justin Harper - Armon Johnson - Chris Johnson - Quentin Richardson                              | - Dan Gadzuric - Mikki Moore - Devin Searcy - Xavier Silas                         | - Ike Diogu - Othyus Jeffers - Solomon Jones                                               | - Demonte Harper - Justin Holiday - Coby Karl - Dallas Lauderdale - Adam Morrison                               |
| Kings de Sacramento                                                                                            | Spurs de San Antonio                                                                                                 | Raptors de Toronto                                                                 | Utah Jazz                                                                                  | Washington Wizards                                                                                              |
| - Cyril Awere - Tony Mitchell - Hamady N'Diaye - Willie Reed                                                   | - Derrick Brown - Sherron Collins - Eddy Curry - JaMychal Green - Josh Powell - Tyler Wilkerson - Wesley Witherspoon | - Jamaal Magloire - Jerel McNeal - Chris Wright                                    | - Brian Butch - Trey Gilder - Darnell Jackson - Chris Quinn                                | - Brian Cook - Steven Gray - Shelvin Mack - Shavlik Randolph                                                    |

### Joueurs partis à l'étranger
| * | Joueurs retournés dans leur pays d'origine |

| Joueur              | Date         | Nouvelle équipe           | Pays      | Équipe NBA             | Réf.    |
| ------------------- | ------------ | ------------------------- | --------- | ---------------------- | ------- |
| Semih Erden*        | 3 juillet    | Anadolu Efes              | Turquie   | Cavaliers de Cleveland | [ 375 ] |
| Rudy Fernández*     | 4 juillet    | Real Madrid               | Espagne   | Nuggets de Denver      | [ 376 ] |
| Jordan Farmar       | 12 juillet   | Anadolu Efes              | Turquie   | Atlanta Hawks          | [ 377 ] |
| Marcus Denmon       | 25 juillet   | Élan sportif chalonnais   | France    | Spurs de San Antonio   | [ 378 ] |
| Craig Brackins      | 1er août     | Angelico Biella           | Italie    | 76ers de Philadelphie  | [ 379 ] |
| Robbie Hummel       | 8 août       | Blu:sens Monbús           | Espagne   | Minnesota Timberwolves | [ 380 ] |
| Craig Smith         | 11 août      | Hapoel Jerusalem          | Israël    | Portland Trail Blazers | [ 381 ] |
| Justin Hamilton     | 15 août      | Cibona Zagreb             | Croatie   | Heat de Miami          | [ 382 ] |
| Vernon Macklin      | 18 août      | Royal Halı Gaziantep      | Turquie   | Detroit Pistons        | [ 383 ] |
| Morris Almond       | 19 août      | Red Star Belgrade         | Serbie    | Washington Wizards     | [ 384 ] |
| Darryl Watkins      | 20 août      | Lukoil Academic           | Bulgarie  | 76ers de Philadelphie  |         |
| Von Wafer           | 21 août      | Xinjiang Flying Tigers    | Chine     | Magic d'Orlando        | [ 385 ] |
| Shelden Williams    | 28 août      | Élan sportif chalonnais   | France    | Brooklyn Nets          | [ 386 ] |
| Diamon Simpson (en) | 4 septembre  | Maccabi Ashdod            | Israël    | Houston Rockets        |         |
| Manny Harris        | 13 septembre | BC Azovmash               | Ukraine   | Cavaliers de Cleveland | [ 387 ] |
| James Singleton     | 18 septembre | Xinjiang Flying Tigers    | Chine     | Washington Wizards     |         |
| Yi Jianlian*        | 23 septembre | Guangdong Southern Tigers | Chine     | Mavericks de Dallas    |         |
| D. J. White         | 25 septembre | Shanghai Sharks           | Chine     | Charlotte Bobcats      |         |
| Jerome Dyson        | 3 octobre    | Hapoel Holon              | Israël    | Phoenix Suns           |         |
| Tracy McGrady       | 9 octobre    | Qingdao DoubleStar Eagles | Chine     | Atlanta Hawks          |         |
| Lester Hudson       | 12 octobre   | Dongguan Leopards         | Chine     | Memphis Grizzlies      |         |
| Gilbert Arenas      | 19 novembre  | Shanghai Sharks           | Chine     | Memphis Grizzlies      |         |
| Ryan Gomes          | 22 novembre  | Artland Dragons           | Allemagne | Los Angeles Clippers   | [ 388 ] |
| Gary Forbes         | 25 novembre  | Zhejiang Guangsha Lions   | Chine     | Houston Rockets        |         |

## Draft

### Premier tour
| Numéro | Nom                    | Date de signature | Équipe                                                                                 | Équipe précédente                |
| ------ | ---------------------- | ----------------- | -------------------------------------------------------------------------------------- | -------------------------------- |
| 1      | Anthony Davis          | 24 juillet        | Hornets de la Nouvelle-Orléans                                                         | Wildcats du Kentucky             |
| 2      | Michael Kidd-Gilchrist | 7 juillet         | Bobcats de Charlotte                                                                   | Wildcats du Kentucky             |
| 3      | Bradley Beal           | 6 juillet         | Wizards de Washington                                                                  | Gators de la Floride             |
| 4      | Dion Waiters           | 5 juillet         | Cavaliers de Cleveland                                                                 | Orange de Syracuse               |
| 5      | Thomas Robinson        | 13 juillet        | Kings de Sacramento                                                                    | Jayhawks du Kansas               |
| 6      | Damian Lillard         | 13 juillet        | Trail Blazers de Portland (en provenance des Nets de Brooklyn)                         | Wildcats de Weber State          |
| 7      | Harrison Barnes        | 3 juillet         | Warriors de Golden State                                                               | Tar Heels de la Caroline du Nord |
| 8      | Terrence Ross          | 10 juillet        | Raptors de Toronto                                                                     | Huskies de Washington            |
| 9      | Andre Drummond         | 9 juillet         | Pistons de Détroit                                                                     | Huskies du Connecticut           |
| 10     | Austin Rivers          | 24 juillet        | Hornets de la Nouvelle-Orléans (en provenance de Minnesota via les L.A. Clippers)      | Blue Devils de Duke              |
| 11     | Meyers Leonard         | 14 juillet        | Trail Blazers de Portland                                                              | Fighting Illini de l'Illinois    |
| 12     | Jeremy Lamb            | 26 juillet        | Rockets de Houston (en provenance des Bucks de Milwaukee)                              | Huskies du Connecticut           |
| 13     | Kendall Marshall       | 16 juillet        | Suns de Phoenix                                                                        | Tar Heels de la Caroline du Nord |
| 14     | John Henson            | 9 juillet         | Bucks de Milwaukee (en provenance des Rockets de Houston)                              | Tar Heels de la Caroline du Nord |
| 15     | Maurice Harkless       | 24 juillet        | 76ers de Philadelphie                                                                  | Red Storm de St. John's          |
| 16     | Royce White            | 26 juillet        | Rockets de Houston (en provenance de New York)                                         | Cyclones d'Iowa State            |
| 17     | Tyler Zeller           | 5 juillet         | Mavericks de Dallas                                                                    | Tar Heels de la Caroline du Nord |
| 18     | Terrence Jones         | 26 juillet        | Rockets de Houston (en provenance des Timberwolves du Minnesota via le Jazz de l'Utah) | Kentucky Wildcats                |
| 19     | Andrew Nicholson       | 3 juillet         | Magic d'Orlando                                                                        | Bonnies de St. Bonaventure       |
| 20     | Evan Fournier          | 11 juillet        | Nuggets de Denver                                                                      | Poitiers Basket 86               |
| 21     | Jared Sullinger        | 3 juillet         | Celtics de Boston                                                                      | Buckeyes d'Ohio State            |
| 22     | Fab Melo               | 3 juillet         | Celtics de Boston (en provenance des L.A. Clippers via Oklahoma City)                  | Syracuse Orange                  |
| 23     | John Jenkins           | 9 juillet         | Hawks d'Atlanta                                                                        | Commodores de Vanderbilt         |
| 24     | Jared Cunningham       | 21 juillet        | Cavaliers de Cleveland (en provenance des L.A. Lakers)                                 | Oregon State Beavers             |
| 25     | Tony Wroten            | 13 juillet        | Grizzlies de Memphis                                                                   | Huskies de Washington            |
| 26     | Miles Plumlee          | 5 juillet         | Pacers de l'Indiana                                                                    | Blue Devils de Duke              |
| 27     | Arnett Moultrie        | 24 juillet        | Heat de Miami                                                                          | Bulldogs de Mississippi State    |
| 28     | Perry Jones            | 6 juillet         | Thunder d'Oklahoma City                                                                | Bears de Baylor                  |
| 29     | Marquis Teague         | 8 août            | Bulls de Chicago                                                                       | Wildcats du Kentucky             |
| 30     | Festus Ezeli           | 6 juillet         | Warriors de Golden State (en provenance de San Antonio)                                | Commodores de Vanderbilt         |

### Second tour
| Numéro | Nom                 | Date de signature | Équipe                                                                     | Équipe précédente               |
| ------ | ------------------- | ----------------- | -------------------------------------------------------------------------- | ------------------------------- |
| 31     | Jeffery Taylor      | 13 juillet        | Bobcats de Charlotte                                                       | Commodores de Vanderbilt        |
| 32     | Tomáš Satoranský    | -                 | Wizards de Washington                                                      | CDB Séville                     |
| 33     | Bernard James       | 25 juillet        | Cavaliers de Cleveland                                                     | Seminoles de Florida State      |
| 34     | Jae Crowder         | 20 juillet        | Cavaliers de Cleveland (en provenance de New Orleans via Miami)            | Golden Eagles de Marquette      |
| 35     | Draymond Green      | 30 juillet        | Warriors de Golden State (en provenance de Brooklyn)                       | Spartans de Michigan State      |
| 36     | Orlando Johnson     | 13 juillet        | Kings de Sacramento                                                        | Gauchos de l'UCSB               |
| 37     | Quincy Acy          | 16 juillet        | Raptors de Toronto                                                         | Bears de Baylor                 |
| 38     | Quincy Miller       | 7 septembre       | Nuggets de Denver (en provenance de Golden State via New York)             | Bears de Baylor                 |
| 39     | Khris Middleton     | 15 août           | Pistons de Détroit                                                         | Aggies de Texas A&M             |
| 40     | Will Barton         | 14 juillet        | Trail Blazers de Portland (en provenance de Houston via Minnesota)         | Tigers de Memphis               |
| 41     | Tyshawn Taylor      | 6 juillet         | Trail Blazers de Portland                                                  | Jayhawks du Kansas              |
| 42     | Doron Lamb          | 9 juillet         | Bucks de Milwaukee                                                         | Wildcats du Kentucky            |
| 43     | Mike Scott          | 6 septembre       | Hawks d'Atlanta (en provenance de Phoenix)                                 | Cavaliers de la Virginie        |
| 44     | Kim English         | 12 juillet        | Pistons de Détroit (en provenance de Houston)                              | Tigers du Missouri              |
| 45     | Justin Hamilton     | -                 | 76ers de Philadelphie                                                      | Tigers de LSU                   |
| 46     | Darius Miller       | 6 septembre       | Hornets de la Nouvelle-Orléans (en provenance de Dallas via Washington)    | Wildcats du Kentucky            |
| 47     | Kevin Murphy        | 14 septembre      | Jazz de l'Utah                                                             | Golden Eagles de Tennessee Tech |
| 48     | Kóstas Papanikoláou | -                 | Knicks de New York                                                         | Olympiakós                      |
| 49     | Kyle O'Quinn        | 9 août            | Magic d'Orlando                                                            | Spartans de Norfolk State       |
| 50     | İzzet Türkyılmaz    | -                 | Nuggets de Denver                                                          | Bandırma Banvit                 |
| 51     | Kris Joseph         | 3 juillet         | Celtics de Boston                                                          | Orange de Syracuse              |
| 52     | Ognjen Kuzmić       | -                 | Warriors de Golden State (en provenance d'Atlanta)                         | Clinicas Rincón Axarquía        |
| 53     | Furkan Aldemir      | -                 | Clippers de Los Angeles                                                    | Galatasaray SK                  |
| 54     | Tornike Shengelia   | 24 juillet        | 76ers de Philadelphie (en provenance de Memphis)                           | Spirou Charleroi                |
| 55     | Darius Johnson-Odom | 15 septembre      | Mavericks de Dallas (en provenance des L.A. Lakers)                        | Golden Eagles de Marquette      |
| 56     | Tomislav Zubčić     | -                 | Raptors de Toronto (en provenance d'Indiana)                               | KK Cibona Zagreb                |
| 57     | İlkan Karaman       | -                 | Nets de Brooklyn (en provenance de Miami)                                  | Pınar Karşıyaka                 |
| 58     | Robbie Hummel       | -                 | Timberwolves du Minnesota (en provenance d'Oklahoma City)                  | Boilermakers de Purdue          |
| 59     | Marcus Denmon       | -                 | Spurs de San Antonio                                                       | Tigers du Missouri              |
| 60     | Robert Sacre        | 7 septembre       | Lakers de Los Angeles (en provenance de Chicago via Milwaukee et Brooklyn) | Bulldogs de Gonzaga             |

### Drafts des années précédentes
| Draft | Choix | Joueur             | Date de signature | Équipe                                          | Provenance                         | Réf.    |
| ----- | ----- | ------------------ | ----------------- | ----------------------------------------------- | ---------------------------------- | ------- |
| 2006  | 30    | Joel Freeland      | 13 juillet        | Trail Blazers de Portland (de Détroit via Utah) | Unicaja Málaga (Espagne)           | [ 389 ] |
| 2009  | 22    | Víctor Claver      | 11 juillet        | Trail Blazers de Portland (from Dallas)         | Valencia BC (Espagne)              | [ 390 ] |
| 2009  | 53    | Nando de Colo      | 13 juillet        | Spurs de San Antonio (de Houston)               | Valencia BC (Espagne)              | [ 391 ] |
| 2009  | 60    | Robert Dozier      | 27 septembre      | Heat de Miami                                   | Cholet Basket (France)             |         |
| 2010  | 41    | Jarvis Varnado     | 7 septembre       | Heat de Miami (de New Orleans)                  | Pallacanestro Virtus Roma (Italie) | [ 177 ] |
| 2011  | 5     | Jonas Valančiūnas  | 18 juillet        | Raptors de Toronto                              | Lietuvos rytas (Lituanie)          | [ 392 ] |
| 2011  | 20    | Donatas Motiejūnas | 6 juillet         | Rockets de Houston (de Minnesota)               | Prokom Gdynia (Pologne)            | [ 393 ] |
| 2011  | 33    | Kyle Singler       | 11 juillet        | Pistons de Détroit                              | Real Madrid (Espagne)              | [ 394 ] |